# PortAventura Park
Ne pas confondre avec le complexe de loisirs nommé PortAventura World.
PortAventura Park est un parc à thèmes espagnol situé au sud-ouest de Barcelone sur les communes de Vila-seca et Salou, dans la province de Tarragone, sur la Costa Daurada. Il ouvre ses portes le 1er mai 1995. Il fait partie du complexe de loisirs PortAventura World.
Avec une fréquentation annuelle oscillant généralement entre 3 et 3,7 millions, il est l'un des parcs européens les plus importants. Il est l'un des parcs à thèmes d'Europe à avoir été distingué par un Thea Award, décerné par la Themed Entertainment Association.

## Historique

### Hypothétique parc Disney et conception de Port Aventura
Au début des années 1980, The Walt Disney Company cherche un terrain en Europe pour y implanter un parc à thèmes. En mars 1985, après une première sélection, seuls deux sites espagnols et deux sites français sont conservés comme des candidats viables,. Situé à environ 85 km au sud-ouest de Barcelone, l'emplacement catalan est choisi en raison de son climat avantageux et de la proximité de la Méditerranée. Desservi par l'autoroute A-7, il est à une heure de Barcelone. En Espagne, les pouvoirs publics et la presse s'enthousiasment à l'idée de recevoir le futur parc. Ils décident de multiplier les subventions afin d'attirer les Américains. Les négociations avancent et les Espagnols imaginent remporter le marché. Ce n'est pas le cas, le protocole d'accord avec le gouvernement français et la région Île-de-France pour la réalisation du complexe Euro Disney Resort à Marne-la-Vallée est signé le 18 décembre.
The Walt Disney Company a suscité une attente pour un produit de ce type en Catalogne. Ses dirigeants expriment leur déception et désirent un parc de loisirs sur leurs terres,.
La généralité de Catalogne entre en contact avec Anheuser-Busch et sa filiale Busch Entertainment — qui cherche à investir en Europe — pour construire un grand parc d'attractions en Espagne. Plusieurs problèmes apparaissent. Les terrains pressentis pour héberger le complexe Euro Disney Resort se situent sur les deux villages Vila-seca et Salou partageant alors la même commune. Ces deux villages veulent leur indépendance et ne plus appartenir à la même commune. De ce fait, Anheuser-Busch est prêt à se retirer du projet. Un décret de la généralité de Catalogne daté du 23 juin 1989 approuve son installation. Le 30 octobre 1989, un arrêt de la Cour suprême accorde l'indépendance administrative de Salou et Vila-seca qui deviennent chacun une commune. La même année, le projet d'un parc d'attractions est proposé officiellement par Anheuser Entreprises Busch, Inc.. Ce groupe fournit une partie du capital, mais aussi le savoir-faire technique nécessaire à la construction et à la gestion du parc grâce à l'expérience acquise dans leurs parcs Busch Gardens et SeaWorld. En outre, Busch est responsable de la conception du parc de loisirs. La généralité garantit 100 millions de dollars de prêts et le gouvernement fournit un ensemble de prêts et de crédits à faible taux d'intérêt d'une valeur d'environ 250 millions de dollars. Jusqu'alors Anheuser-Busch possède 100 % du capital. En 1991, la multinationale américaine décide d'abandonner le projet car les affrontements entre les communes de Salou et Vila-seca engendrent des problèmes. C'est alors que la généralité de Catalogne convainc la société Grand Peninsula, filiale de Grand Tibidabo alors propriétaire du parc d'attractions Tibidabo, de contribuer à hauteur de 80 % du capital.
Les concepteurs de Busch se penchent sur ce que sera le contenu du parc. Des études de marché populaires révèlent que le public européen associe l'exotisme avec certaines régions du monde : l'Ouest américain, la Chine, la Polynésie et le Mexique. Elles seront, avec un village méditerranéen catalan, les sections du parc à thèmes. Le parc est calibré pour accueillir 35 000 personnes quotidiennement. La capacité du parking est de 6 000 voitures et 250 autocars.

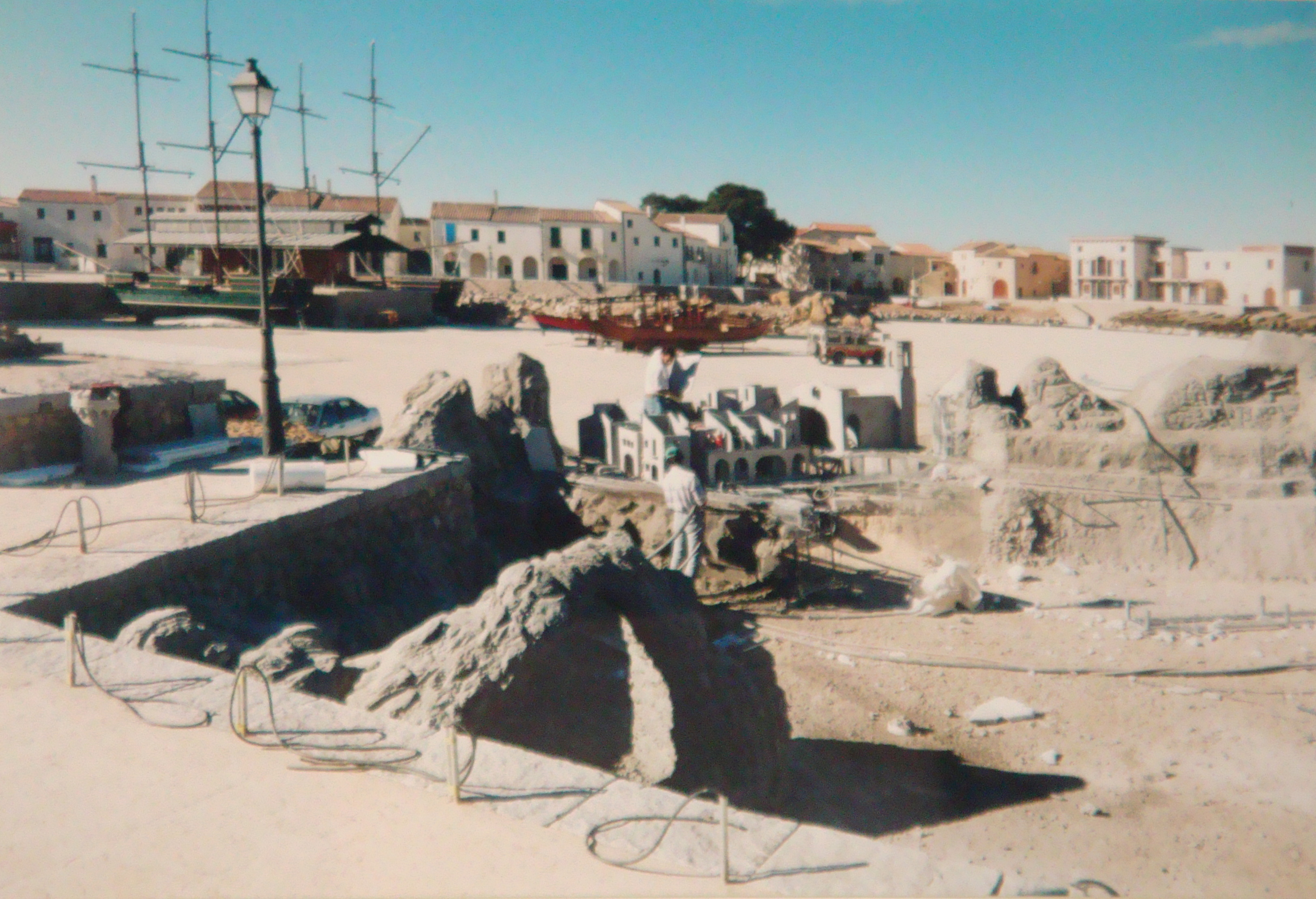
Chantier de Mediterrània.

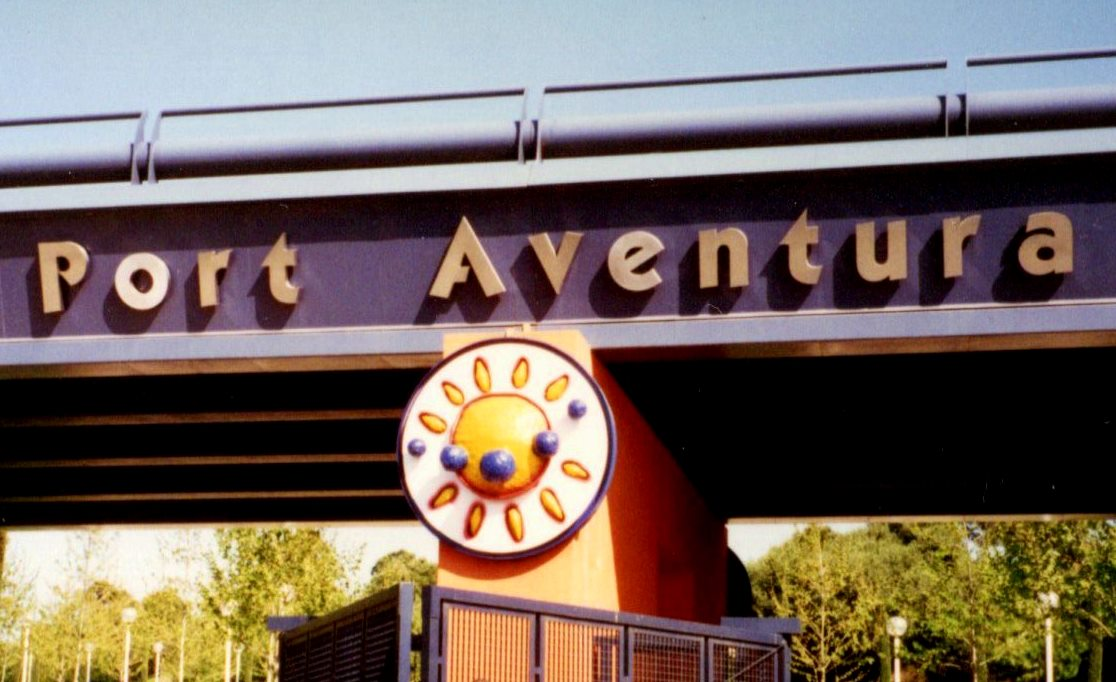
Premier logo du parc (1997)

Un consortium présidé par le représentant de la généralité de Catalogne est constitué en avril 1992 pour gérer le terrain où le centre de loisirs doit être situé. L'année 1992 marque le début de la construction du parc édifié à 2 km de la plage sur les communes de Salou et Vila-seca. La première pierre est posée en avril et le chantier démarre en mai,. Même s'il en est question dans les ébauches initiales, le parc n'ambitionne pas de devenir un resort doté d'hôtels dans un premier temps. D'ailleurs, la presse fait écho des déboires d'Euro Disney Resort qui peine à remplir ses hôtels entraînant de lourds déficits. Il est alors question que le parc se nomme Tibi Gardens,.
Michael Herbert et Ray Barratt du Tussauds Group, propriétaire des musées Madame Tussauds et du parc d'attractions anglais Alton Towers, cherchent de nouvelles opportunités de développement en Europe. Un investisseur les informe qu'un parc de loisirs développé par Anheuser-Busch cherche des partenaires. Ils rencontrent une équipe Busch à Alton Towers. Anheuser-Busch annonce officiellement en novembre 1992 sa coentreprise avec Grand Tibidabo dans la construction de Tibi Gardens à Salou. Peu après, Grand Penisula est contrainte de quitter le projet en raison de scandales financiers. Début 1993, la généralité entame des négociations avec divers interlocuteurs dans le but de trouver des investisseurs pour Tibi Gardens. La généralité de Catalogne convainc alors la banque espagnole La Caixa, la société espagnole d'électricité Fecsa (es) et les Anglais du Tussauds Group, filiale du groupe Pearson, d'acheter 80 % des actions de Grand Peninsula,,. Tussauds accepte d'être à la fois investisseur et exploitant du parc, dont le nom sera finalement Port Aventura,. L'actionnariat se répartit donc entre Tussauds Group avec 40,01 %, La Caixa avec 33,19 %, Anheuser-Busch avec 19,9 % et Fecsa vec 6,7 %. Pearson via Tussauds Group investit 37,5 millions de livres sterling pour sa participation dans le parc.
Les contrats pour les attractions sont alors signés, hormis pour les principales montagnes russes. L'équipe Tussauds privilégie le fabricant Bolliger & Mabillard pour celles-ci. L'attraction Dragon Khan est bien meilleure et plus grande que celles initialement prévue, elle deviendra l'attraction phare de Port Aventura. Tussauds Group influe dans d'autres domaines pour perfectionner le parc. Des journées de préouverture employées comme répétitions générales ont lieu dès le 8 avril 1995. Le parc ouvrira dans les délais et dans les limites du budget, à tel point que la fontaine sur la place de l'entrée, retirée du projet car considérée comme n'étant pas essentielle, est finalement érigée.

### Inauguration et période Universal

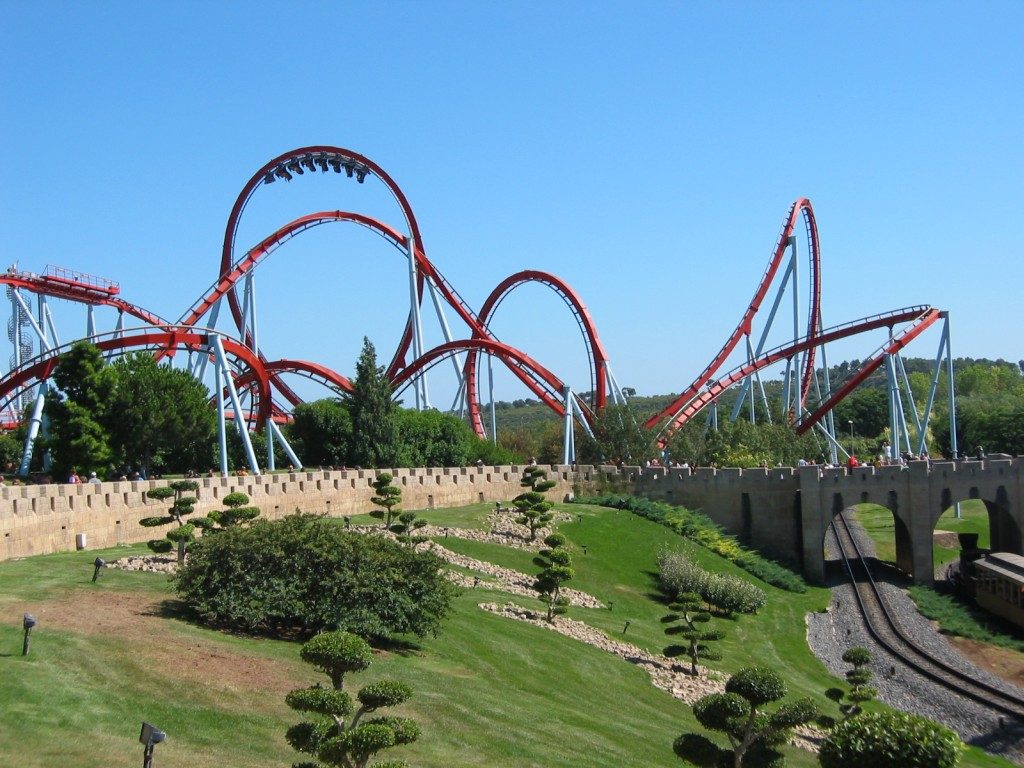
Dragon Khan

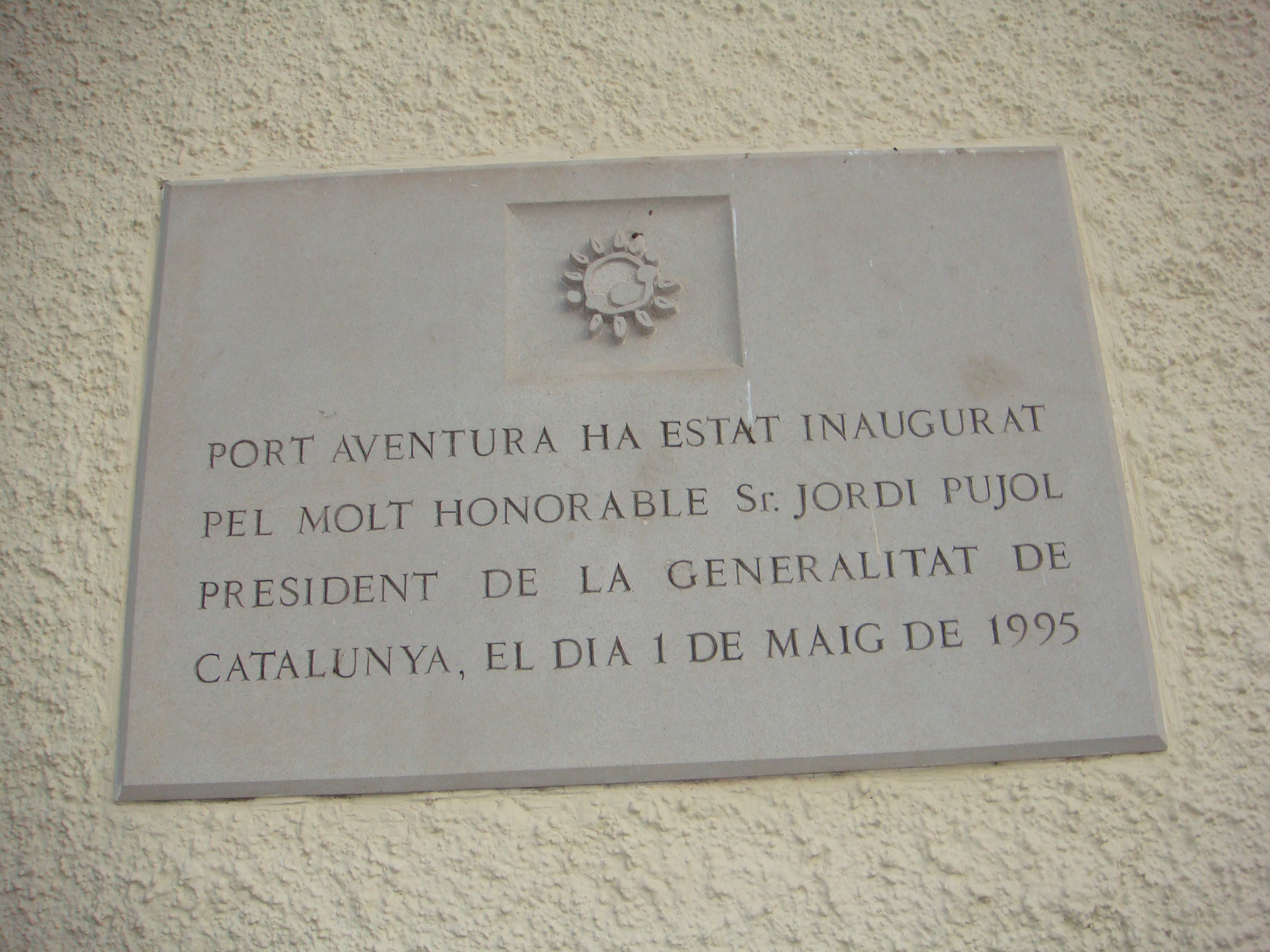
Plaque inaugurale de Port Aventura, 1 mai 1995

Le 1er mai 1995, Port Aventura est inauguré officiellement en présence du président de la généralité de Catalogne, Jordi Pujol, du ministre du Commerce et du Tourisme, Javier Gómez-Navarro et de quinze mille personnes ; le grand public accède à Port Aventura le lendemain. Son attraction phare est alors Dragon Khan. Dessinées par Bolliger & Mabillard, ces montagnes russes, atteignant les 110 km/h, offrent huit inversions, un parcours de 1 270 m de long pour une hauteur maximale de 45 m.
L'investissement total de 48 milliards de pesetas (288,5 millions d'euros), permet également la réalisation - entre autres - des autres attractions majeures, les bouées des Grand Canyon Rapids, les bûches de Silver River Flume, le Shoot the Chute Tutuki Splash et le train de la mine El Diablo. Les vingt-six attractions ont une capacité de 32 384 personnes par heure.

Logo Universal's Port Aventura (1999)

Logo Universal Studios Port Aventura (2000-2001)

Logo Port Aventura (2002-2004)

Proche des aéroports de Barcelone et Reus, le domaine s'étend alors sur quelque 115 hectares, situés sur une superficie de 825,7 hectares de terrains disponibles pour d'éventuels agrandissements. Les 620 000 entrées payantes des deux premiers mois sont un signe encourageant. Les dirigeants attendent 2,5 millions de visiteurs en cette première année ; en fin de saison, ils sont 2,7 millions. Alors qu'étaient attendus 60 % d'Espagnols et 40 % d'étrangers, ils sont 35 % à venir de Catalogne, 45 % du reste de l'Espagne et 20 % de l'étranger.
Le parc est régulièrement comparé à Disneyland Paris à cette époque,,,. Tussauds Group est non seulement l'actionnaire principal, mais également l'exploitant du site,.
En 1996, la gare de Port Aventura de la Renfe est édifiée. Cette gare de la ligne R16 (anciennement dénommée Ca-1) relie Barcelone à Tortosa. Alors qu'Universal Studios désire s'implanter en Europe, Port Aventura rejoint en 1996 les Great European Theme Parks. Cette association est fondée en 1993 en réponse à l'arrivée d'Euro Disney Resort. Le but est de créer une collaboration d'importants parcs d'attractions européens non concurrents compte tenu de leur situation géographique. Ses membres sont Europa-Park, Alton Towers, le parc Astérix, Efteling et Liseberg. Cette deuxième année voit également 2 700 000 visiteurs passer les portes du parc. Celui-ci se place de ce fait sur la 5e place des parcs européens les plus fréquentés, ex aequo avec Alton Towers et devant Europa-Park,.
Le 17 mars 1997 a lieu le lancement de la 3e saison avec ses premiers ajouts : Tomahawk, des montagnes russes junior en bois, et Stampida, des montagnes russes racing en bois, les premières de ce genre en Europe. Le 5 juillet, Stampida est le théâtre d'un accident mortel. Stampida et Tomahawk restent fermés jusqu'à la fin de la saison. Le parc de loisirs totalise en 1997 huit millions d'entrées depuis son ouverture.

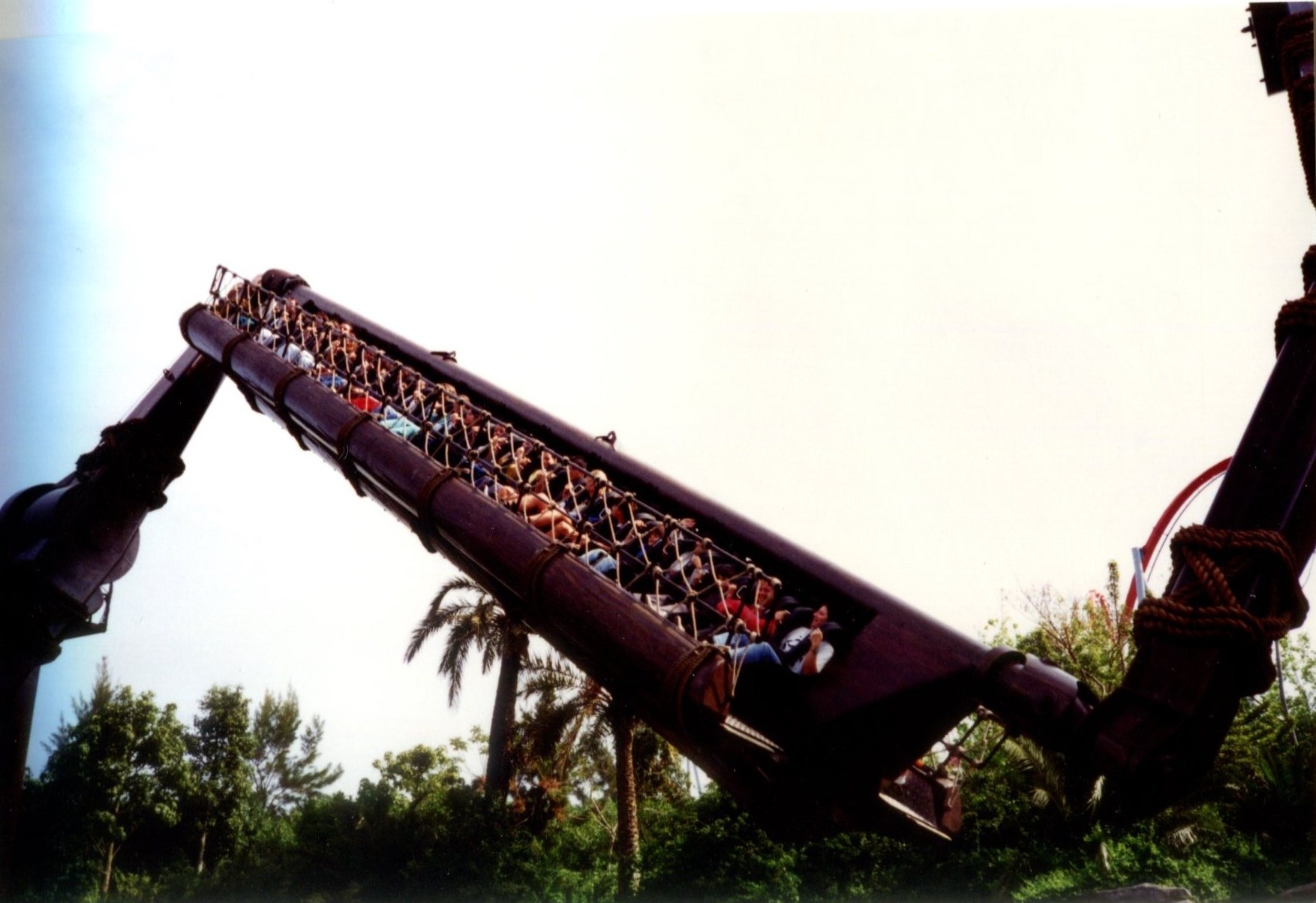
El Tifón

Tussauds Group vend sa participation en juin 1998 pour 58 millions de livres sterling. L'achat de Thorpe Park par le groupe a lieu à la même époque. Ses 40,5 % sont achetés par Universal Studios à hauteur de 37 % et par Acesa, contrôlée par La Caixa, à hauteur de 3,5 %. Universal devient à la fois investisseur et exploitant du parc.
De plus, La Caixa achète 6,7 % à Fecsa qui quitte l'actionnariat du parc. Les actionnaires de Port Aventura sont les suivants : La Caixa 39,6 %, Universal Studios 37 %, Anheuser-Busch 19,9 %, Acesa (Abertis) 3,6 %. Les projets de resort un temps écartés reviennent à la surface avec Universal. En août, l'attraction de type Waikiki Wave (nl) El Tifón est démantelée en raison de problèmes techniques récurrents. Les montagnes russes Vekoma Junior Coaster nommées Tami-Tami sont inaugurées dans le même quartier.
Pour marquer sa filiation avec le groupe américain, le parc est rebaptisé Universal's Port Aventura en 1999. La mascotte Woody Woodpecker et sa compagne Winnie Woodpecker font leur entrée la même année. La nouveauté étrennée est le spectacle pyrotechnique FiestAventura, première création des équipes Thinkwell Group et Universal Creative à Salou. Il remporte en 2000 le Thea Award du meilleur Live Event (spectacle vivant). Rebaptisé Universal Studios Port Aventura, le parc inaugure le simulateur Sea Odyssey de Thinkwell Group et Universal Creative. Il réunit une plate-forme dynamique qui descend à plus de deux mètres avec six types de mouvement, une animation graphique sur ordinateur et le premier système électronique de rétroprojection cinématographique en 70 mm. De plus, la fête d'Halloween y est célébrée du 16 octobre au 5 novembre 2000 pour la première fois. Le parc catalan ne fait plus partie des Great European Theme Parks pour la saison 2001. Cette association ne sera encore en activité que quelques mois. Le walkthrough doté d'effets spéciaux et pyrotechniques Templo del Fuego ouvre au public en 2001. Popeye, Olive, Brutus, la Panthère rose, l'inspecteur Clouseau et Betty Boop étoffent la galerie des mascottes d'Universal Studios Port Aventura la même année. Le 20 millionième visiteur est reçu le 22 novembre 2001. La première célébration de Noël se déroule du 20 décembre 2001 au 6 janvier 2002. La 7e saison se clôture avec 3,2 millions de visiteurs.
Deux hôtels thématiques et un parc aquatique sortent de terre en 2002. Le site n'est plus uniquement un parc à thèmes, mais bien un complexe de loisirs dotés de différentes unités. Le resort est nommé Universal Mediterranea et le parc à thèmes reprend son nom d'origine : Port Aventura, accolé au logo Universal. Templo del Fuego remporte en 2003 le Outstanding Achievement (prix d'excellence) aux Thea Awards,,.
L'historique du domaine depuis que celui-ci est un complexe de loisirs est traité dans l'article PortAventura World, complexe de loisirs inauguré le 13 juin 2002.

### Nouvelle identité et crise espagnole

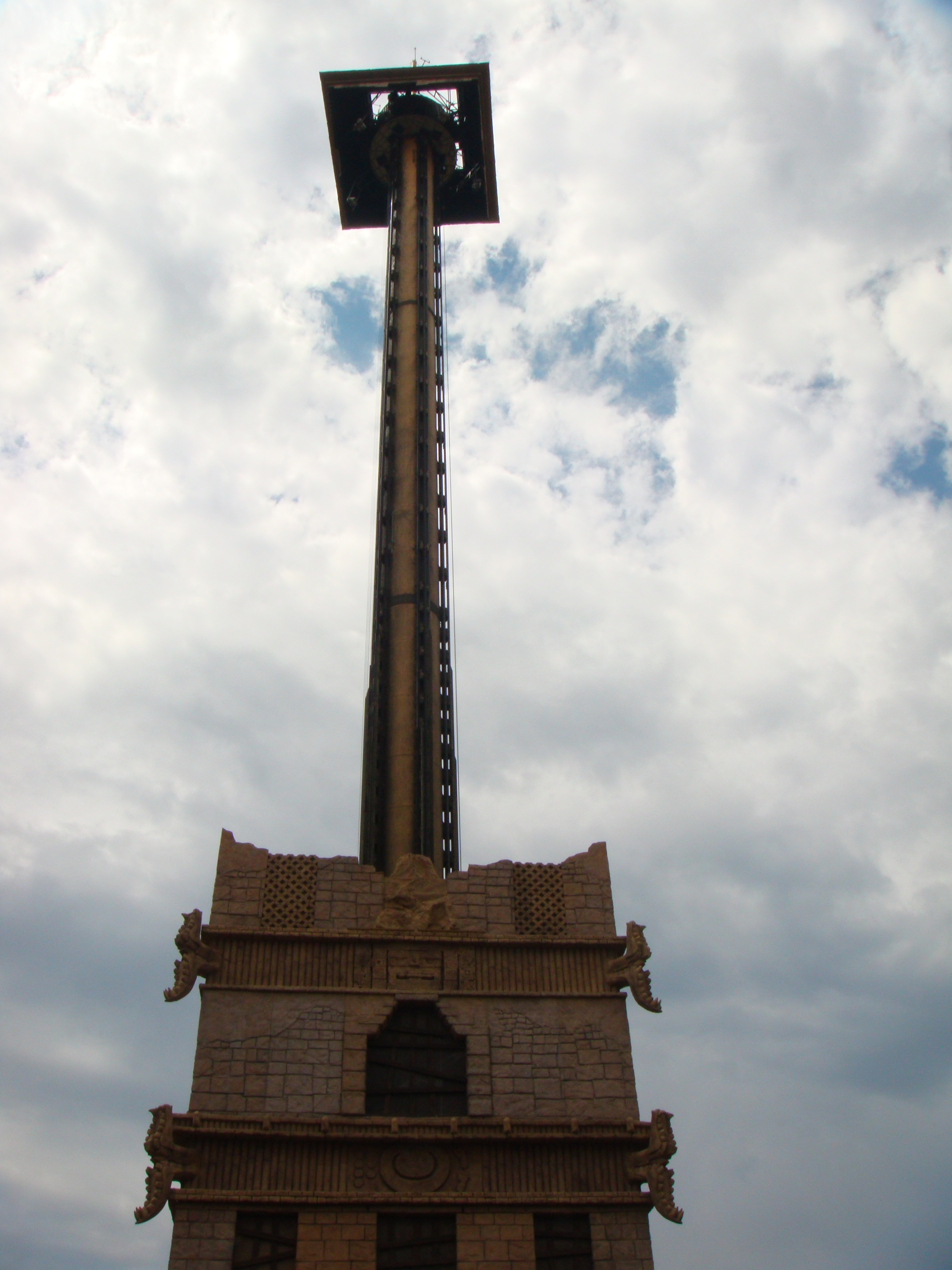
Hurakan Condor

De juin à décembre 2004, les deux derniers wagons d'El Diablo sont inversés, le passager peut choisir de faire le voyage en avant ou en arrière. Malgré la vente de ses parts, Universal Studios reste toujours lié au complexe par un contrat d'utilisation de la licence Universal moyennant 1,5 % des bénéfices du resort. En 2004, le domaine enregistre deux millions de bénéfices, une première en sept ans. Le 30 millionième visiteur est reçu le 27 novembre 2004.

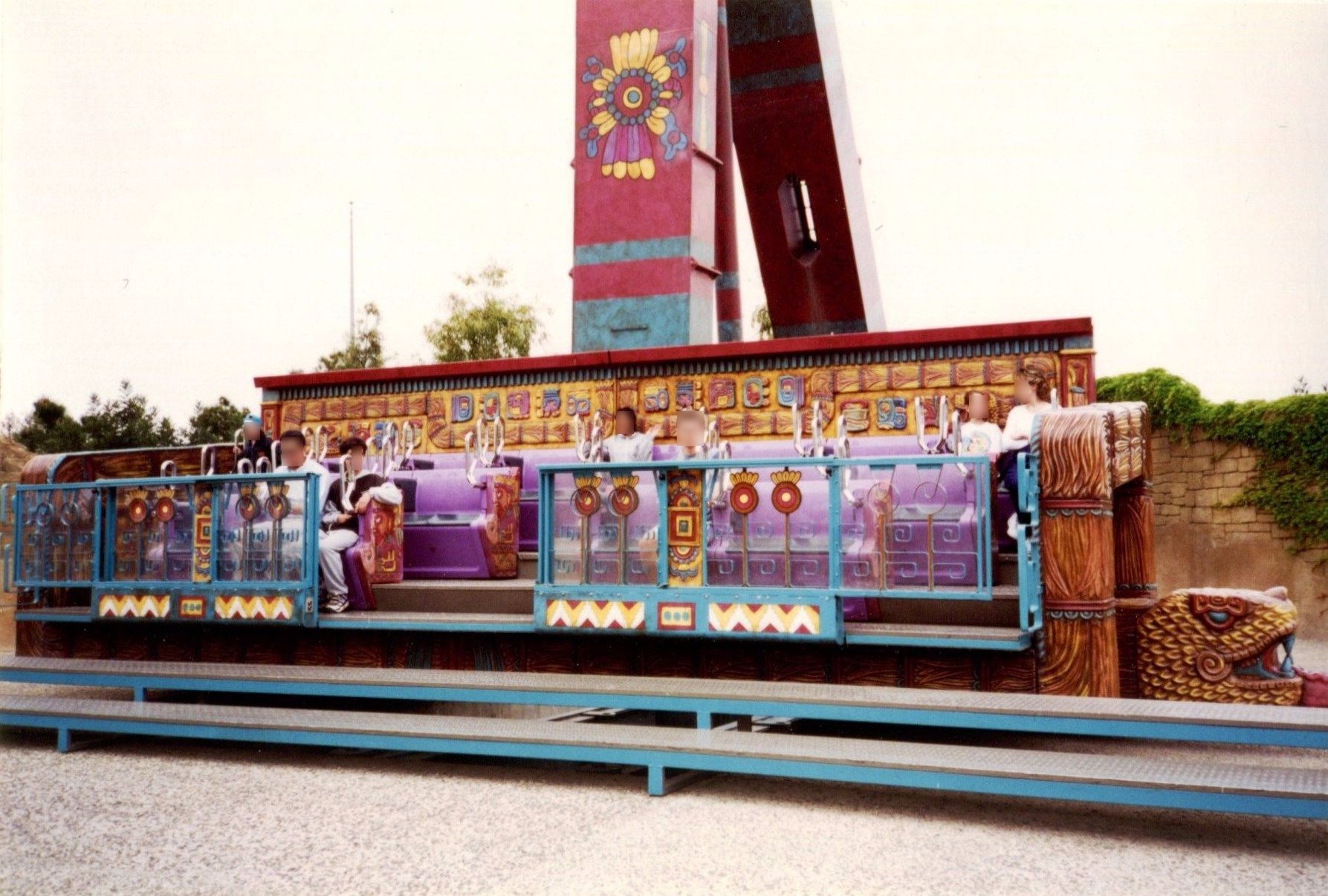
Trono de Pacal

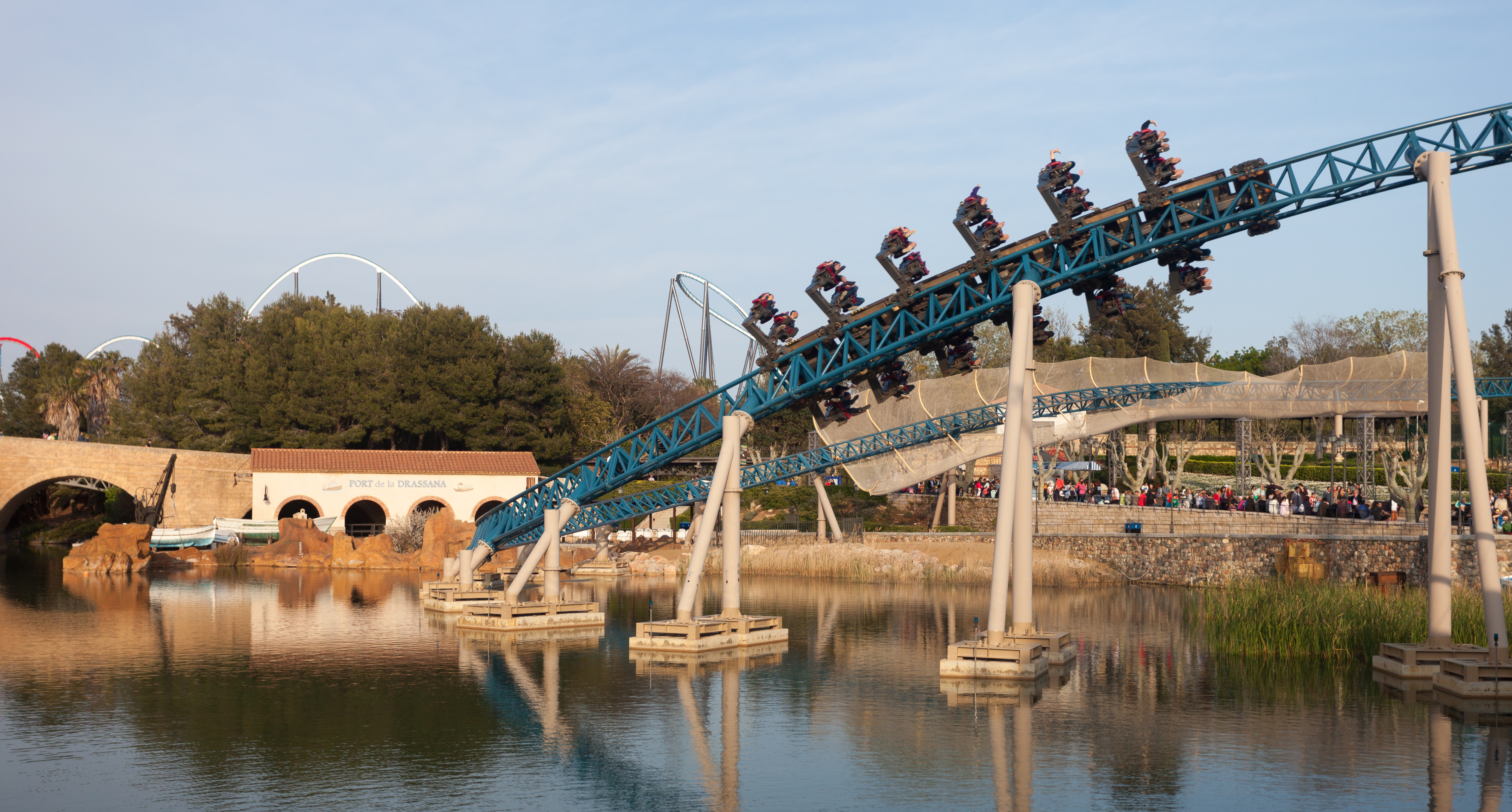
Furius Baco

Pour la saison 2005 et à la suite du départ d'Universal, le parc d'attractions Port Aventura est rebaptisé PortAventura Park. L'espace est supprimé afin d'enregistrer le nom. Les nouveaux ajouts du parc sont de type attractions à sensations fortes avec premièrement la tour de chute de 100 m Hurakan Condor en mai 2005. Son ouverture coïncide avec le 10e anniversaire du parc à thèmes. Il s'agit d'une chute libre de 86 m à 115 km/h où les passagers subissent un freinage de 3g. L'année se termine avec 3 366 000 entrées comptabilisées. La saison 2006 est la dernière de Trono de Pacal, manège de type Rainbow du constructeur Huss Rides. Le parc d'attractions attire 3,5 millions de visiteurs en 2006 et 3,7 millions de visiteurs l'année suivante, ceci représente des résultats remarquables.
Les montagnes russes les plus rapides d'Europe sont inaugurées lors de la 13e saison. Les montagnes russes lancées de type Wing Rider baptisées Furius Baco ouvrent le 7 juin 2007 avec la présence du champion MotoGP Valentino Rossi. Conçues par Intamin, elles propulsent les visiteurs à 135 km/h en 3,5 s. L'investissement est, comme pour Dragon Khan, d'environ quinze millions d'euros. Fin du mois, une attraction mineure est disponible pour les enfants : El Laberinto Blacksmith.
L'année 2008 est synonyme de nouvelles mascottes, celles de Sesame Street (1, rue Sésame en français). C'est aussi en cette année que les effets de la crise économique espagnole commencent à se faire ressentir. Certaines activités voient leur période d'ouverture réduite, certains projets sont gelés. Les résultats économiques vont de pair avec la récession. La fréquentation diminue remarquablement de 10,8 % en cette année et de 9,1 % l'année suivante,. PortAventura Park ne bénéficie plus d'investissements. En 2009, le rapport de la Themed Entertainment Association réalisé par Aecom souligne que « certains des parcs les plus touristiques comme PortAventura Park souffre lorsque les vacanciers resserrent leurs ceintures. »
Pendant toute la saison 2010, le parc est agrémenté de décorations spéciales pour célébrer son 15e anniversaire. Le simulateur Sea Odyssey passe à la technologie 4-D avec de nouveaux films en relief du catalogue nWave.

### Retour aux investissements

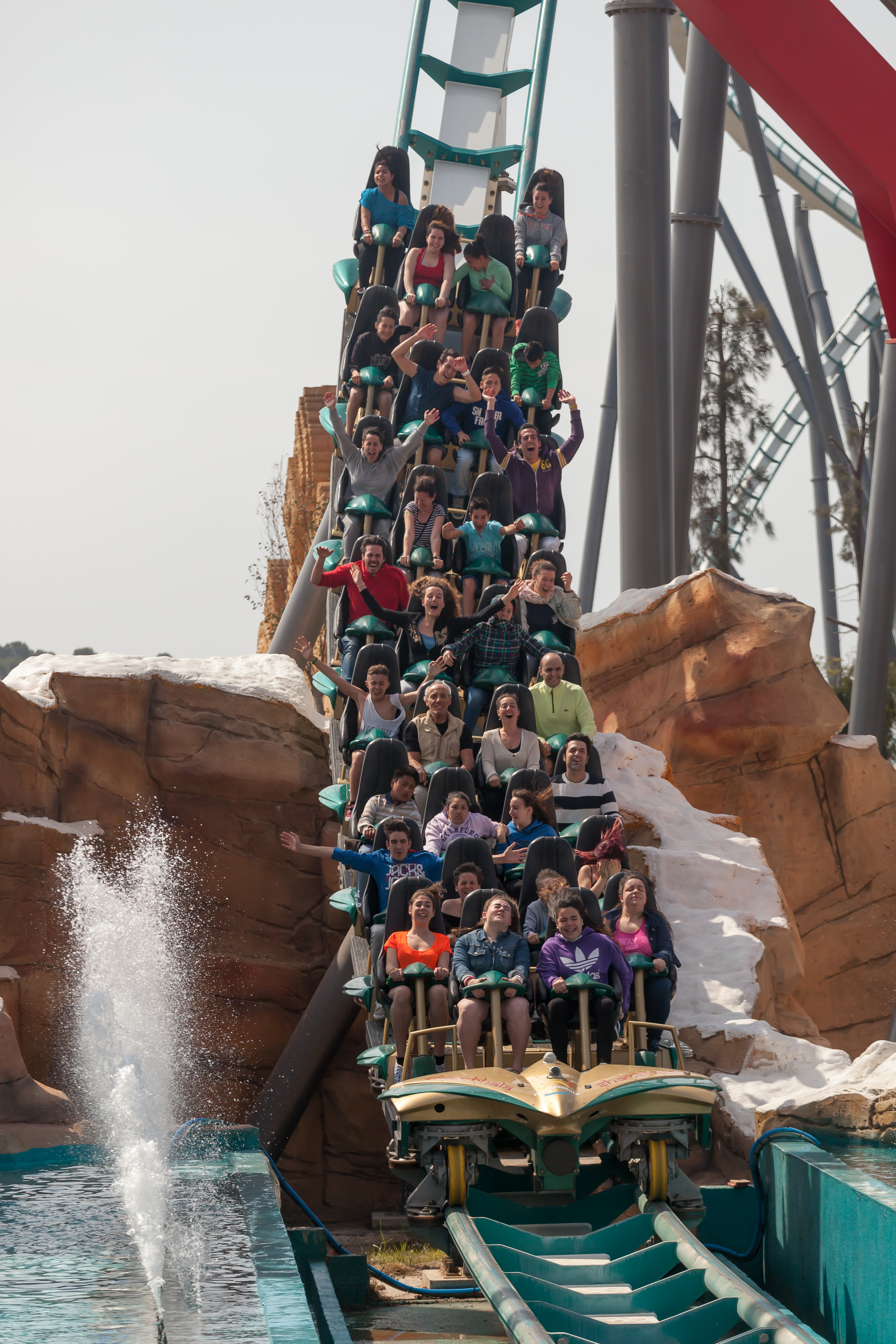
Shambhala.

En 2011, PortAventura Park inaugure une 6e zone thématique : SésamoAventura. Dédiée aux personnages de 1, rue Sésame, elle comporte une dizaine d'attractions destinées à séduire les enfants de un à douze ans et leur famille,. Avec un coût de 12 millions d'euros, cette extension de 1,2 hectare est dessinée par le créatif italien Claudio Mazzoli. Les six nouvelles attractions proviennent pour trois d'entre-elles des constructeurs italiens SBF Visa Group et Zamperla et pour deux d'entre-elles des constructeurs allemands Zierer et Heege. Ce nouvel espace thématique fait croître le nombre de visiteurs d'un demi-million. Selon le rapport annuel de la Themed Entertainment Association réalisé par Aecom, PortAventura Park est en hausse de 15,5 % en 2011. Il s'agit de la première année complète du parc sous la houlette d'Investindustrial. SésamoAventura fait croître la fréquentation en élargissant ses offres pour les enfants, de plus le marché espagnol et les touristes en séjour dans la région augmentent pour terminer l'année avec 3 522 000 entrées.
En 2012, PortAventura Park ouvre le nouveau parcours de montagnes russes Shambhala. Détentrices de trois records européens, ces hyper montagnes russes ont pour thème le mythique royaume tibétain Shambhala, dessiné à Salou par l'italien Mazzoli. Sur 14 000 m2, elles sont construites par Bolliger & Mabillard, tout comme Dragon Khan. Pour permettre l'accès à cette nouvelle section depuis l'esplanade inspirée de la Cité interdite chinoise, l'attraction de type chaises volantes Fumanchú est définitivement retirée.
Une attraction mineure est disponible en 2013, il s'agit du palais des glaces dénommé El secreto de los Mayas.

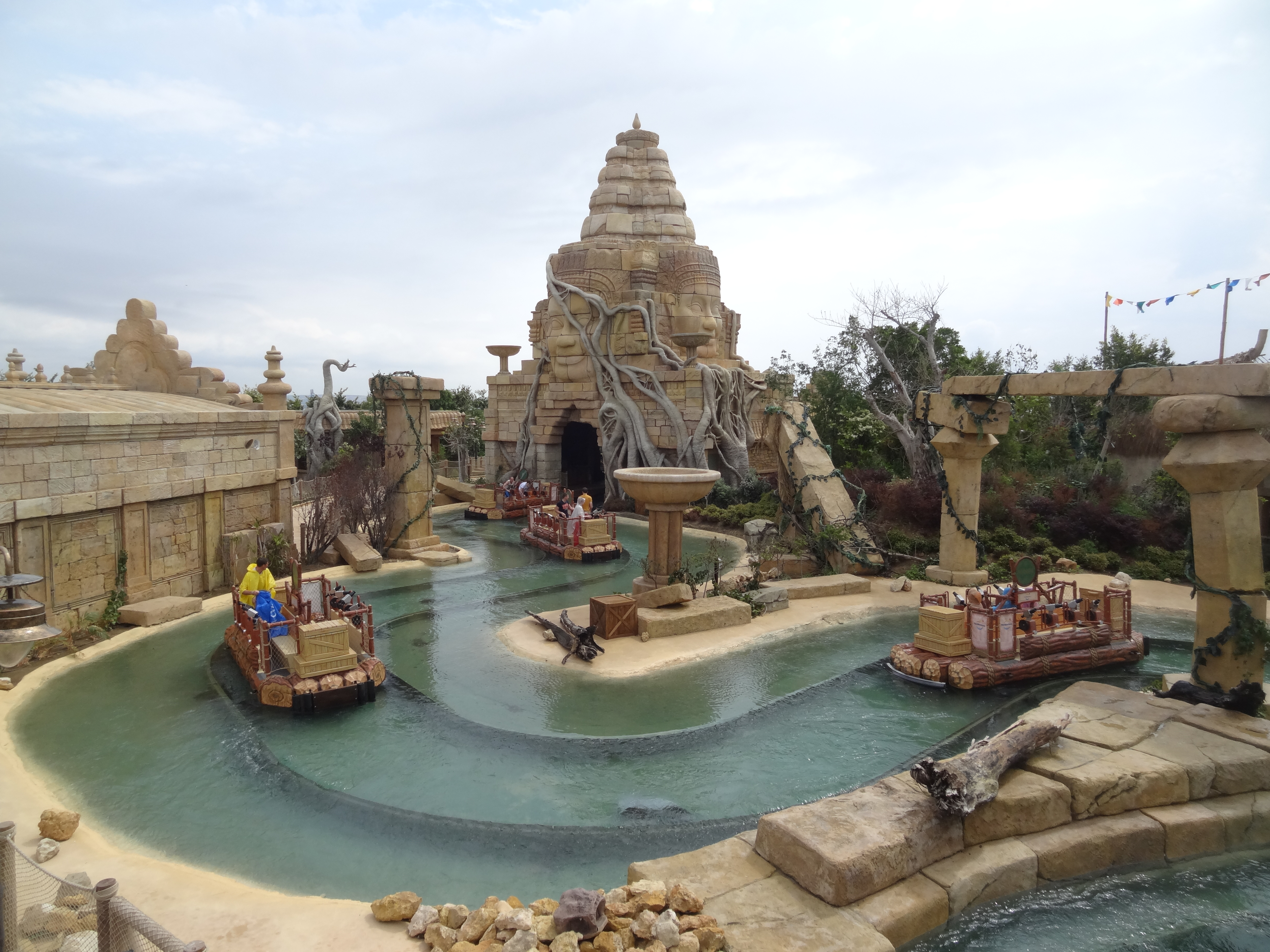
Angkor

La principale nouveauté 2014 est Angkor, le Splash Battle le plus long d'Europe. D'une longueur de 300 m, il prend place dans le quartier chinois à côté de Shambhala. Tout comme ce dernier, Angkor est imaginé par le créatif Claudio Mazzoli qui a puisé son inspiration dans le temple cambodgien d'Angkor Wat. L'attraction d'une capacité horaire de 726 personnes propose d'embarquer sur l'un des quatorze bateaux de huit passagers chacun pour un périple de dix minutes. Elle est érigée sur les 10 500 m2 de la sous-section inspirée des mythologies hindoue et bouddhique.
Les investissements à PortAventura Park diminuent au profit d'autres branches du domaine comme l'édification du 2e parc d'attractions baptisé Ferrari Land. L'accord de licence conclu avec le constructeur automobile italien Ferrari est annoncé en mars et la construction est censée commencer à l'automne 2014. Elle est retardée à mai 2015.
PortAventura Park célèbre son 20e anniversaire en 2015. En cette année, de nouveaux trains Mini-llennium Flyer fabriqués par Great Coasters International parcourent les montagnes russes en bois Tomahawk en lieu et place de ceux du constructeur Philadelphia Toboggan Coasters. Le film Ice Age: The 4D Experience est diffusé dans le simulateur Sea Odyssey. 2015 est également l'année de la 15e édition d'Halloween.
|                                | 2012      | 2013      | 2014      | 2015      | 2016      | 2017      | 2018      | 2019      | 2020    | 2021      |
| Visiteurs des parcs            | 3 703 217 | 3 700 000 | 3 819 474 | 3 940 444 | 3 896 901 | 4 715 088 | 4 962 512 | 5 179 104 | 847 461 | 3 186 342 |
| Visiteurs de PortAventura Park | 3 439 444 | NC        | 3 494 998 | 3 499 375 | 3 528 908 | 3 607 937 | 3 589 918 | 3 765 301 | 656 832 | 2 382 416 |
| Visiteurs internationaux       | 35 %      | 38 %      | 36 %      | 33 %      | 33 %      | 33 %      | 36 %      | 36 %      | 13 %    | 17 %      |

Le film Dino Escape 4D Experience diffusé dans le simulateur Sea Odyssey est la nouveauté 2017. La saison 2018 est marquée par le 20e anniversaire de Woody Woodpecker à PortAventura Park, alors qu'il fête son 19e anniversaire étant donné qu'il fait son arrivée en 1999. En juillet, la maison de Woody accueille le public pour une visite et y prendre la pose pour la photo. En fin de saison 2018, la Themed Entertainment Association rapporte que 3,65 millions de visites sont comptabilisées à PortAventura Park.
L'année 2019 est marquée par l'arrivée de l'attraction Street Mission, un parcours scénique interactif de 15 millions d'euros du fabricant Sally Dark Rides doté d'animatroniques, d'écrans et de mapping vidéo autour des personnages de Sesame Street sur 1 300 m2 dans la zone qui leur est consacrée, SésamoAventura.
En 2020 — alors que le parc célèbre son 25e anniversaire — il reçoit un Thea Award pour l'attraction Street Mission,. Le simulateur Dino Escape 4D Experience ferme définitivement.
L'année est également marquée par des fermetures du domaine dues à la pandémie de Covid-19. Avec 700 000 visiteurs, PortAventura Park recule de sept places dans le classement des parcs européens les plus visités. Efteling est en tête, devant le parc Disneyland. Le parc espagnol se classe en 2019 à la 6e place du palmarès avec 3,75 millions de touristes. L'analyse du rapport 2020 de la Themed Entertainment Association souligne que la fréquentation du parc a baissé de 81,3 %. La moyenne mondiale se chiffre à 67,2 % et à 66 % en Europe. Cette chute s'explique par une période exceptionnellement courte d'ouverture — 101 jours contre 264 jours de fermeture — ainsi que par l'impossibilité d'ouvrir le parc aquatique. L'origine de ces fermetures s'explique par les contrôles stricts en Catalogne et par les restrictions de mouvement entre les provinces, qui ont étouffé le tourisme intérieur.
Le 31 octobre 2021, le parc atteint son record sur une journée de fréquentation en période d'Halloween. 35 000 visiteurs — un nombre inédit depuis le début de la pandémie — lui ont permis d'atteindre 100 % de son occupation. Cet afflux représente une augmentation de 2 000 personnes par rapport au 31 octobre 2019.
Vingt-cinq millions d'euros sont investis en 2023 pour Uncharted, des montagnes russes imaginées à partir du film homonyme, lui-même basé sur la série de jeux vidéo Uncharted. L'attraction — dont l'histoire se déroule dans une mine abandonnée de Penitence, — est réalisée en partenariat avec Sony Pictures Entertainment.

## Composition du parc
Le parc se divise en plusieurs « mondes » ou espaces thématiques, Méditerranée, Polynésie, SésamoAventura, Chine, Mexique et Far West. Ils sont composés chacun d'attractions, de services et de spectacles.

### Mediterrània
Cette partie permet l'accès au parc. En train, en catamaran ou en jonque chinoise, le passager distance le port et le village latin. Le public y trouve tous les services traditionnels, comme les points d'informations, les caisses… Le quartier contient également de nombreuses boutiques et points de restauration dans les ruelles étroites. Cette zone propose trois attractions et un spectacle primé : 
- Estació del Nord, train panoramique, Severn Lamb, 1995
- FiestAventura, spectacle pyrotechnique, prix mondial dans sa catégorie, 1999
- Furius Baco, montagnes russes Wing Rider à propulsion hydraulique, Intamin, 2007
- Port de la Drassana, embarcation, Barcos reales, 1995

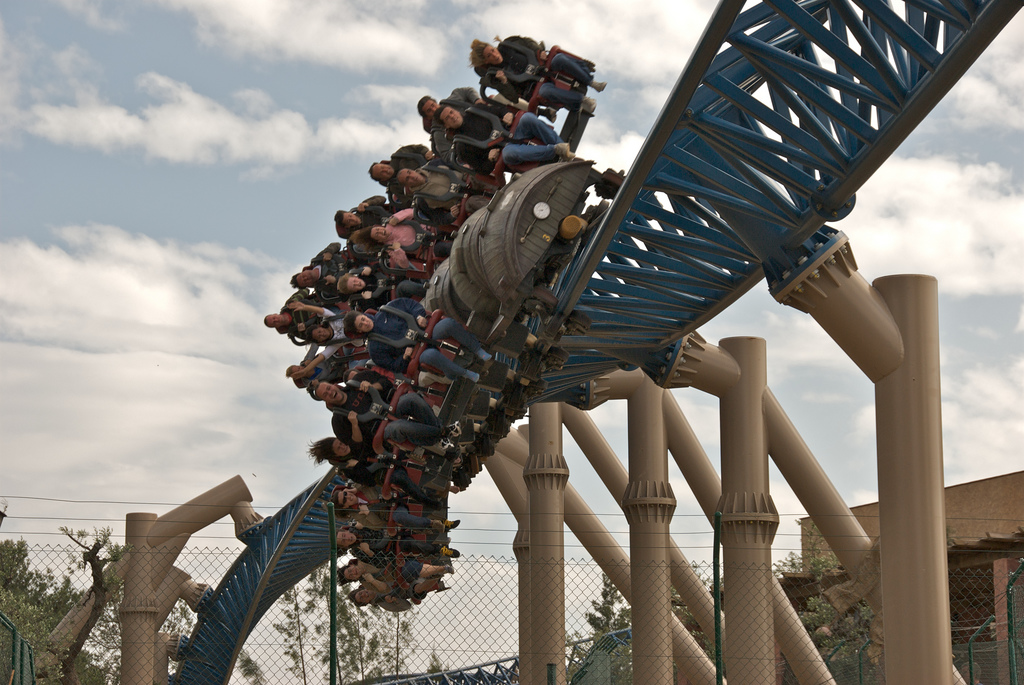
Furius Baco
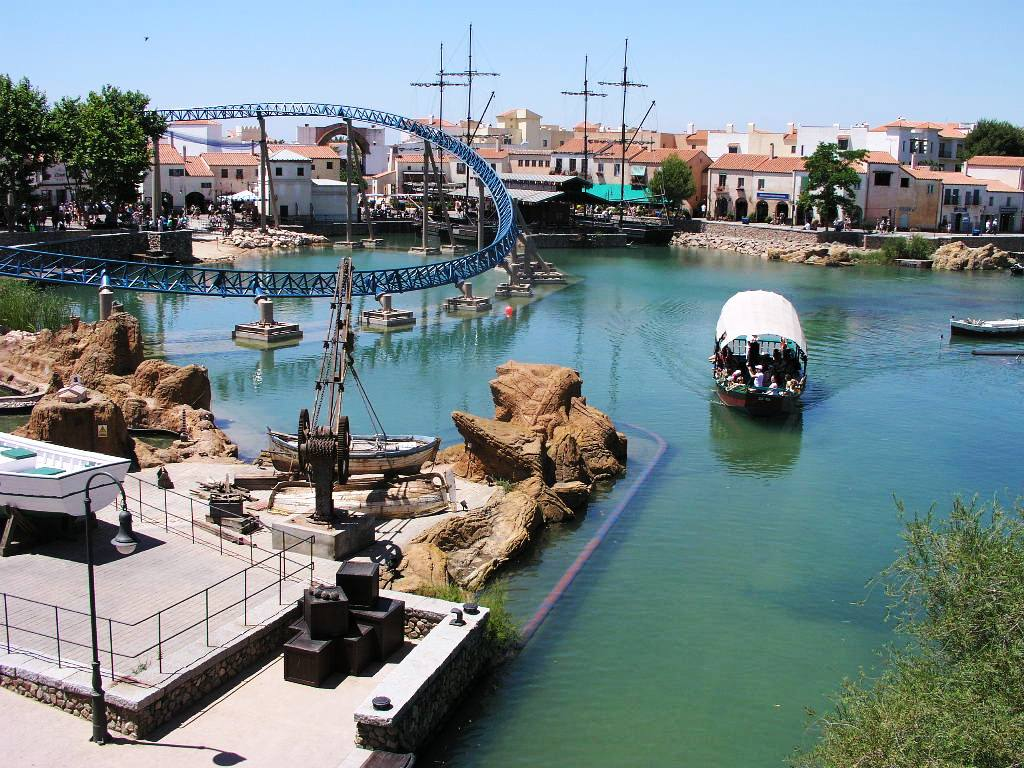
La zone Méditerranée

### Polynesia
Une fois sorti de Mediterrània, le quartier le plus arboré du parc se présente comme entièrement décoré sur le thème de la Polynésie peuplée d'oiseaux tropicaux et de différentes essences végétales dont des palmiers. Aux sons du Tamure ou du Hula, elle est reproduite comme le capitaine Cook la découvrit il y a plus de deux siècles. Jusqu'en 2010, la zone comportait plus d'attractions. Avec l'ouverture de SésamoAventura l'année suivante, certaines sont englobées dans cette nouvelle section. Ce quartier propose trois attractions : 
- Canoes, bûches junior, Zamperla, 1995
- Kon-tiki Wave, bateau à bascule, Huss Rides, 1995
- Tutuki Splash, Shoot the Chute, Intamin, 1995
- Anciennes attractions : 
  - Tifón, Waikiki Wave (nl), Vekoma, 1995-1998
  - Dino Escape 4D Experience, simulateur 4-D, Thinkwell Group et Universal Creative, 2000-2019[i]

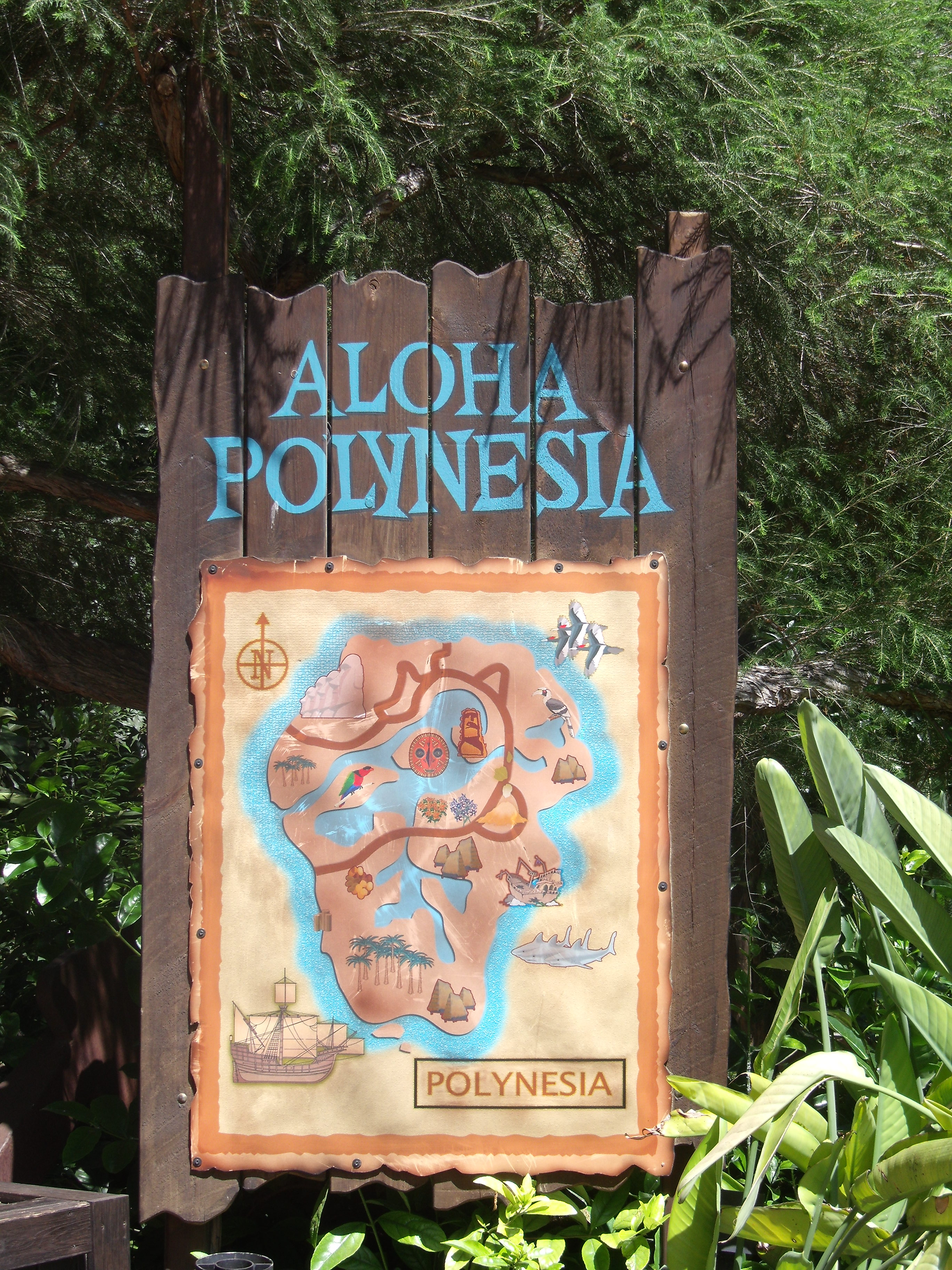
Aloha Polynesia
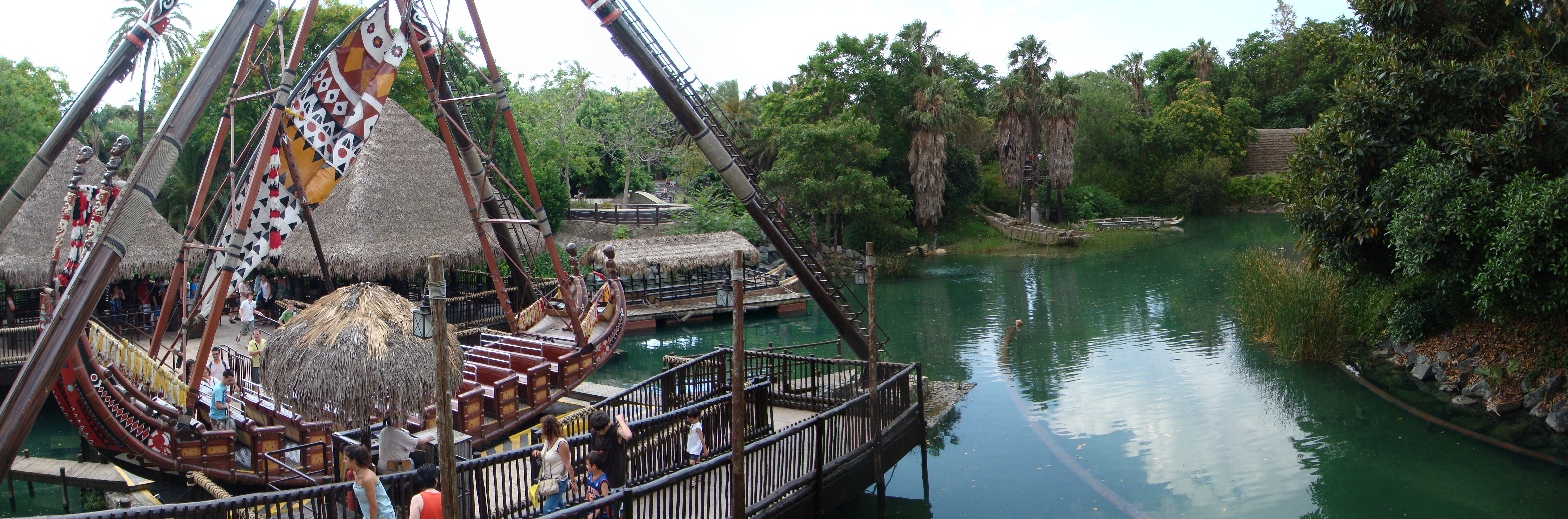
Kon-tiki Wave
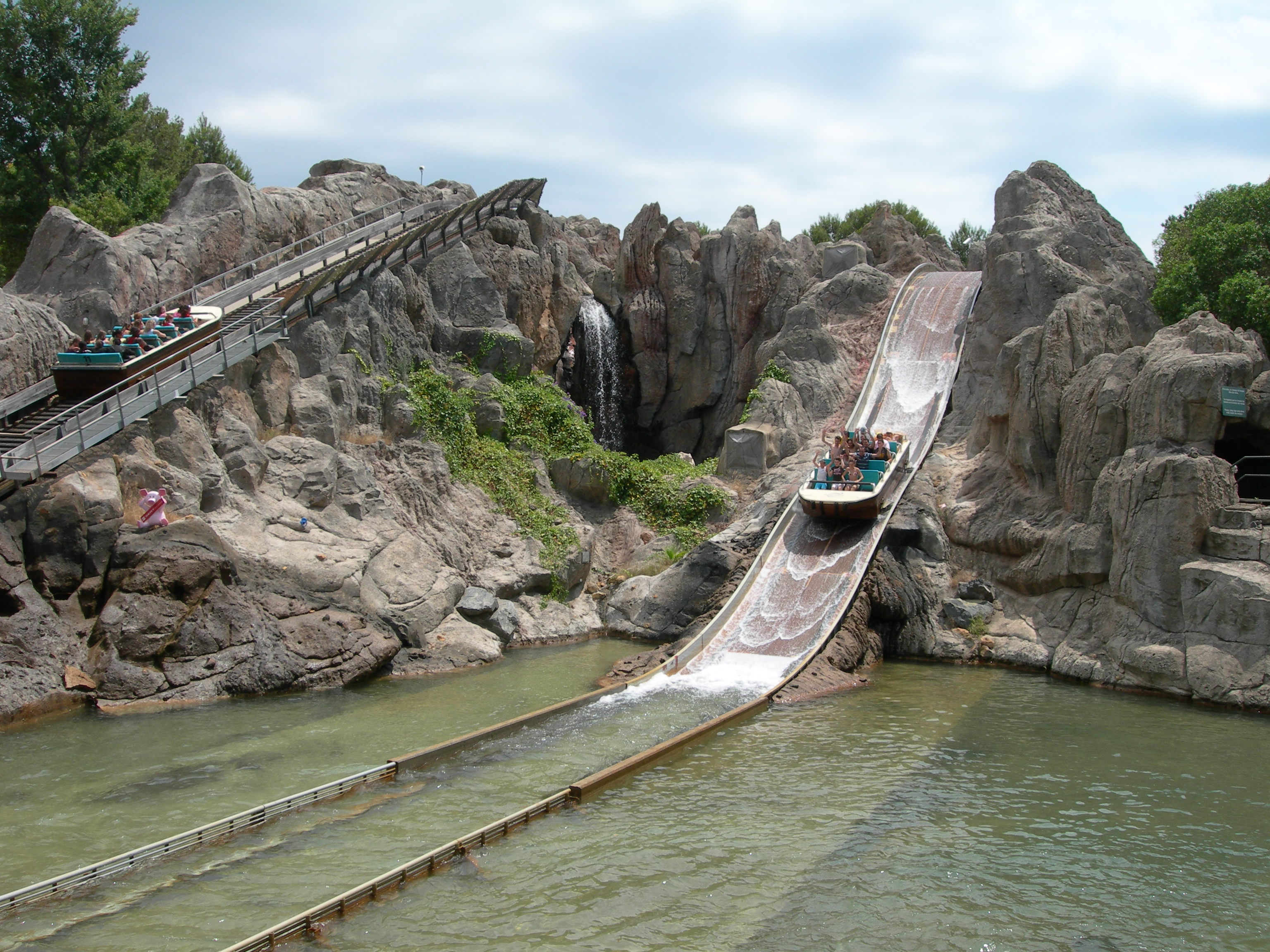
Tutuki Splash

### SésamoAventura
Inaugurée en 2011, cette zone est la seule qui n'était pas présente dès l'ouverture de Port Aventura. Plus petite aire du parc, elle est aussi la seule consacrée à une licence, 1, rue Sésame en l'occurrence. Érigée sur la section orientale de Polynesia, certaines attractions de celles-ci sont rattachées dans ce nouveau quartier. Le trajet du train se voit pourvu d'une gare supplémentaire lors de l'ouverture de SésamoAventura. Cette zone propose onze attractions : 
- CocoPiloto, monorail, SBF Visa Group, 2011
- El huerto encantado, terrain de jeux, 2011
- El salto de Blas, tower, Heege Freizeittechnik, 2011
- Kiddie Dragons, manège avions, Zamperla, 1995[j]
- La granja de Elmo, parcours en tracteurs, SBF Visa Group, 2011
- Magic Fish, manège de jet skis, Zierer, 2011
- Mariposas saltarinas, Magic bikes, Zamperla, 2011
- SésamoAventura Station, train panoramique, Severn Lamb, 1995
- Street Mission, parcours scénique interactif, Sally Dark Rides et ETF Ride Systems, 2019
- Tami-Tami, montagnes russes junior, Vekoma, 1998[k]
- Waikiki, chaises volantes, Zamperla, 1995[l]
- Ancienne attraction : Loco Loco Tiki, crazy bus, Zamperla, 1995-2016[l]

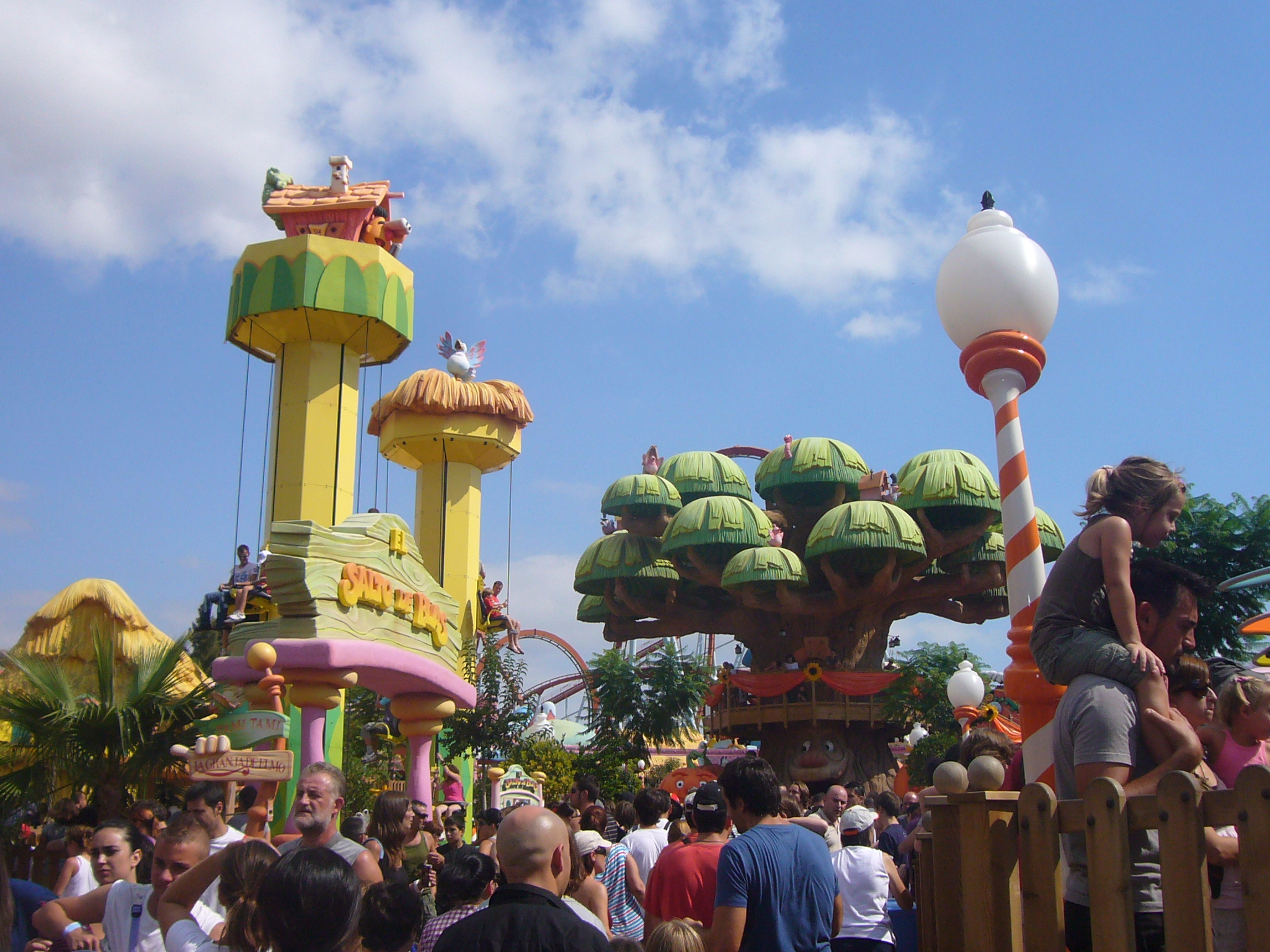
El salto de Blas
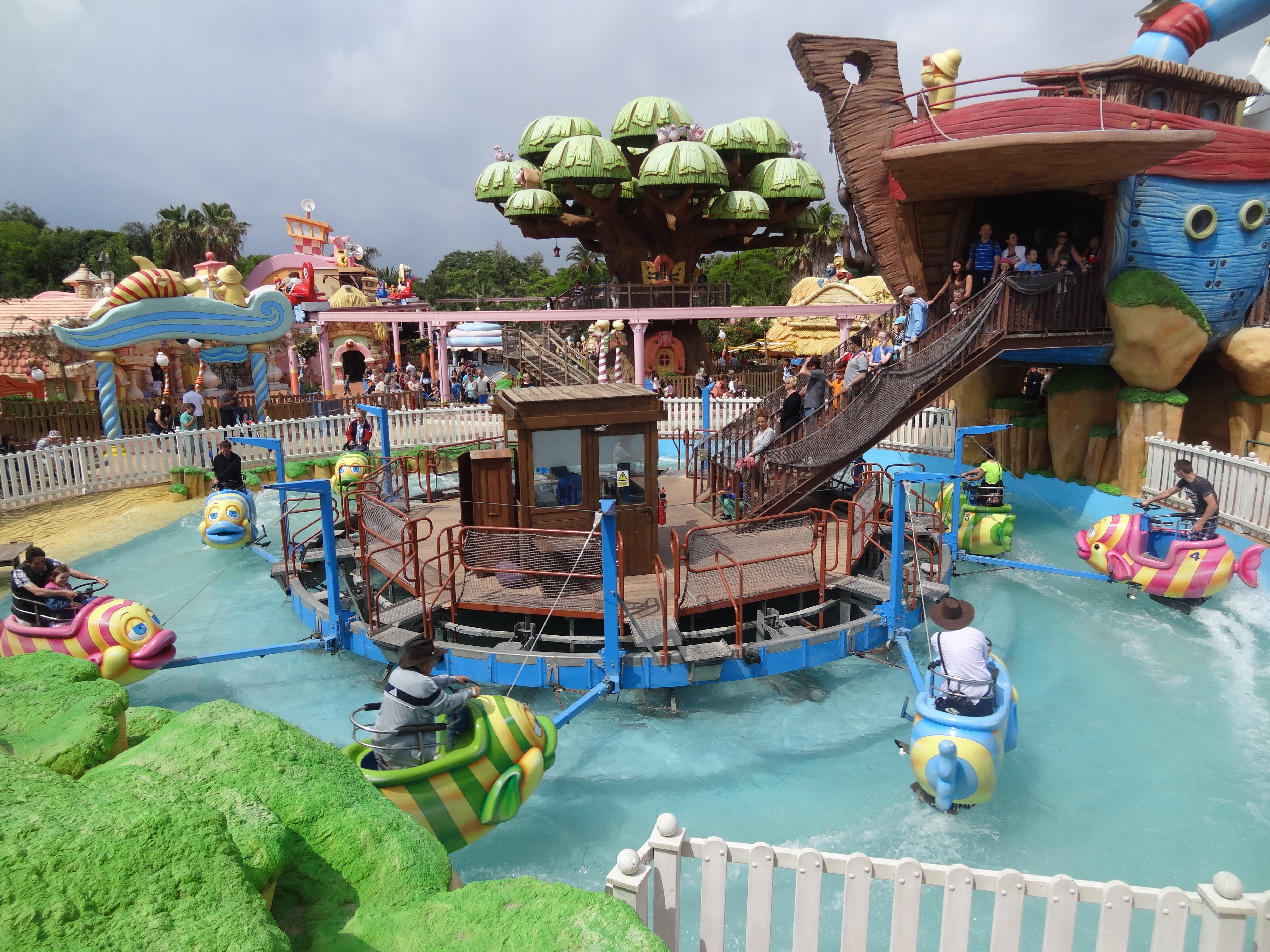
Magic Fish
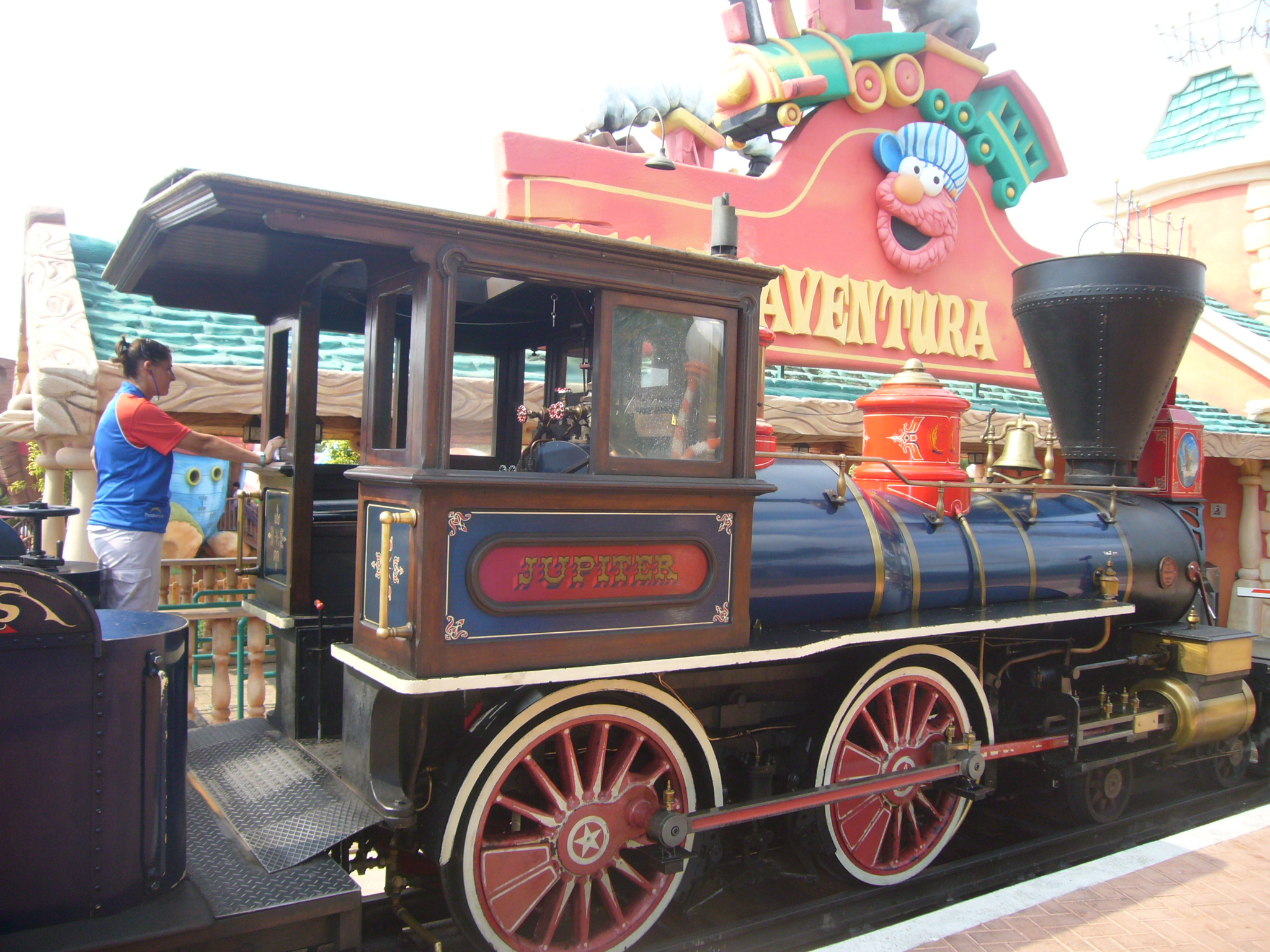
SésamoAventura Station
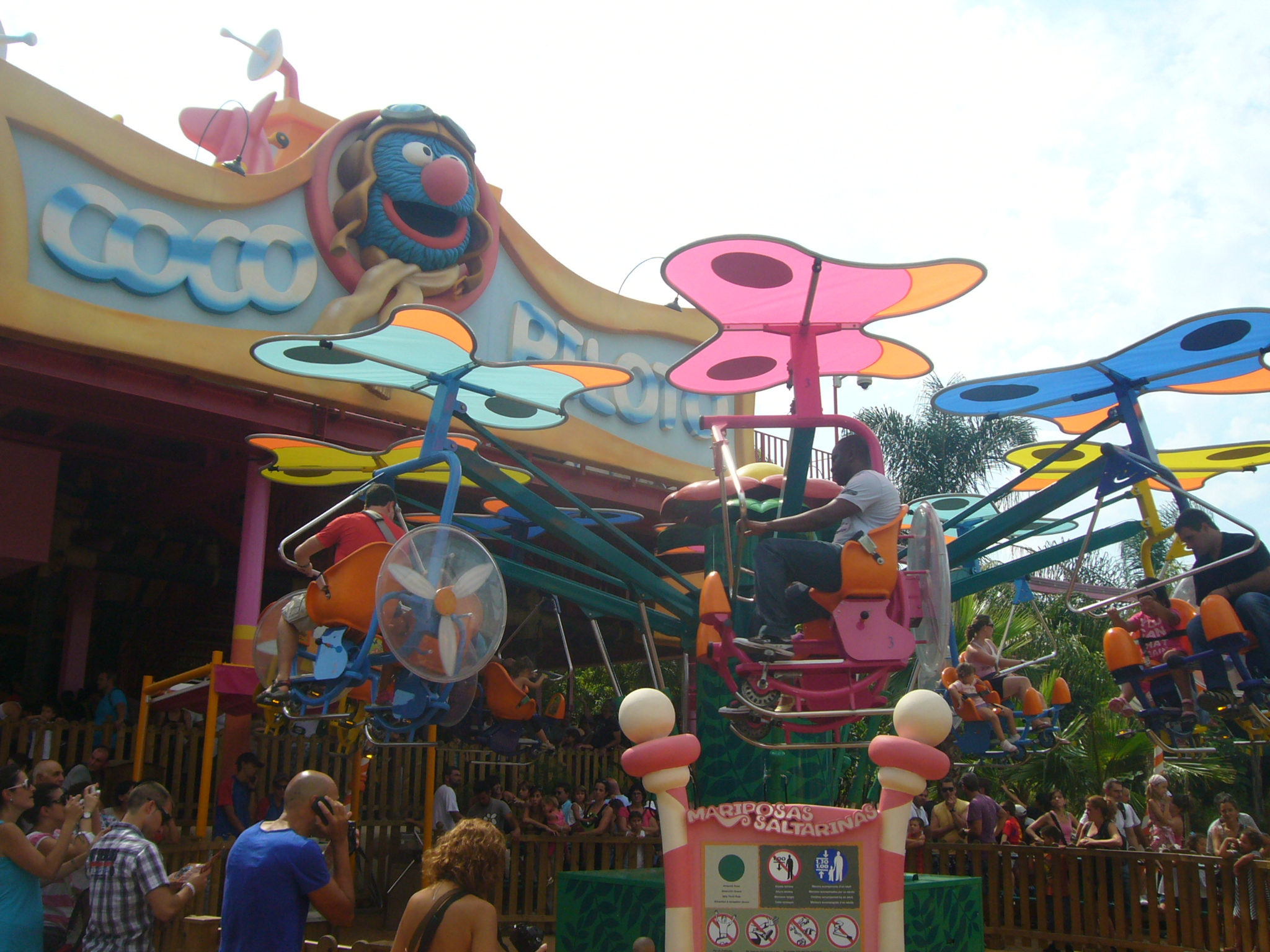
Mariposas saltarinas

### China
Cette zone se présente comme entièrement inspirée du monde chinois et se divise en deux zones distinctes ; la Chine populaire et la Chine impériale. Le promeneur y retrouve une reproduction de la Cité interdite, une représentation de la muraille de Chine inspirée par un tronçon situé à Badaling, un campement de nomades mongols, la cité agricole de Ximpang et son embarcadère inspiré par les abords du fleuve Yangzi Jiang. La zone est complétée et enrichie avec des univers inspirés par l'Himalaya et le Cambodge. La plus grande aire thématique du parc est le siège de l'attraction-phare du parc depuis son inauguration, Dragon Khan, qui jouxte Shambhala ouvert en 2012. Cette zone propose huit attractions : 
- Angkor, Splash Battle, Mack Rides, 2014
- Cobra Imperial, Music Express, Zierer, 1995
- Cometas, manège avions, Zamperla, 1995
- Dragon Khan, montagnes russes en métal possédant 8 inversions, Bolliger & Mabillard, 1995
- Globos, Balloon Race, Zamperla, 1995
- Shambhala, montagnes russes en métal qui possédait 3 records européens : les plus rapides, les plus hautes et à la plus haute chute, Bolliger & Mabillard, 2012[g]
- Tea Cups, tasses, Mack Rides, 1995
- Waitan Port, embarcation, Barcos reales, 1995
- Ancienne attraction : Fumanchú, chaises volantes, Zierer, 1995-2012

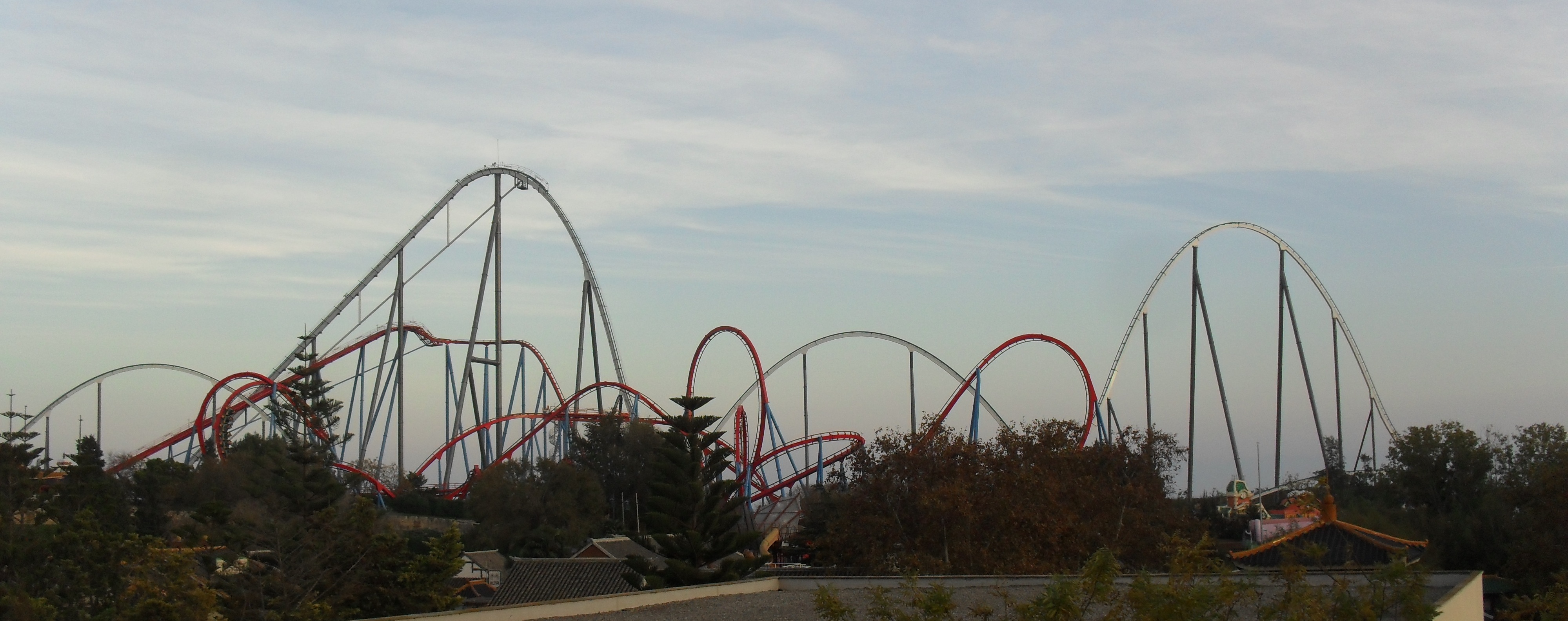
Dragon Khan et Shambhala
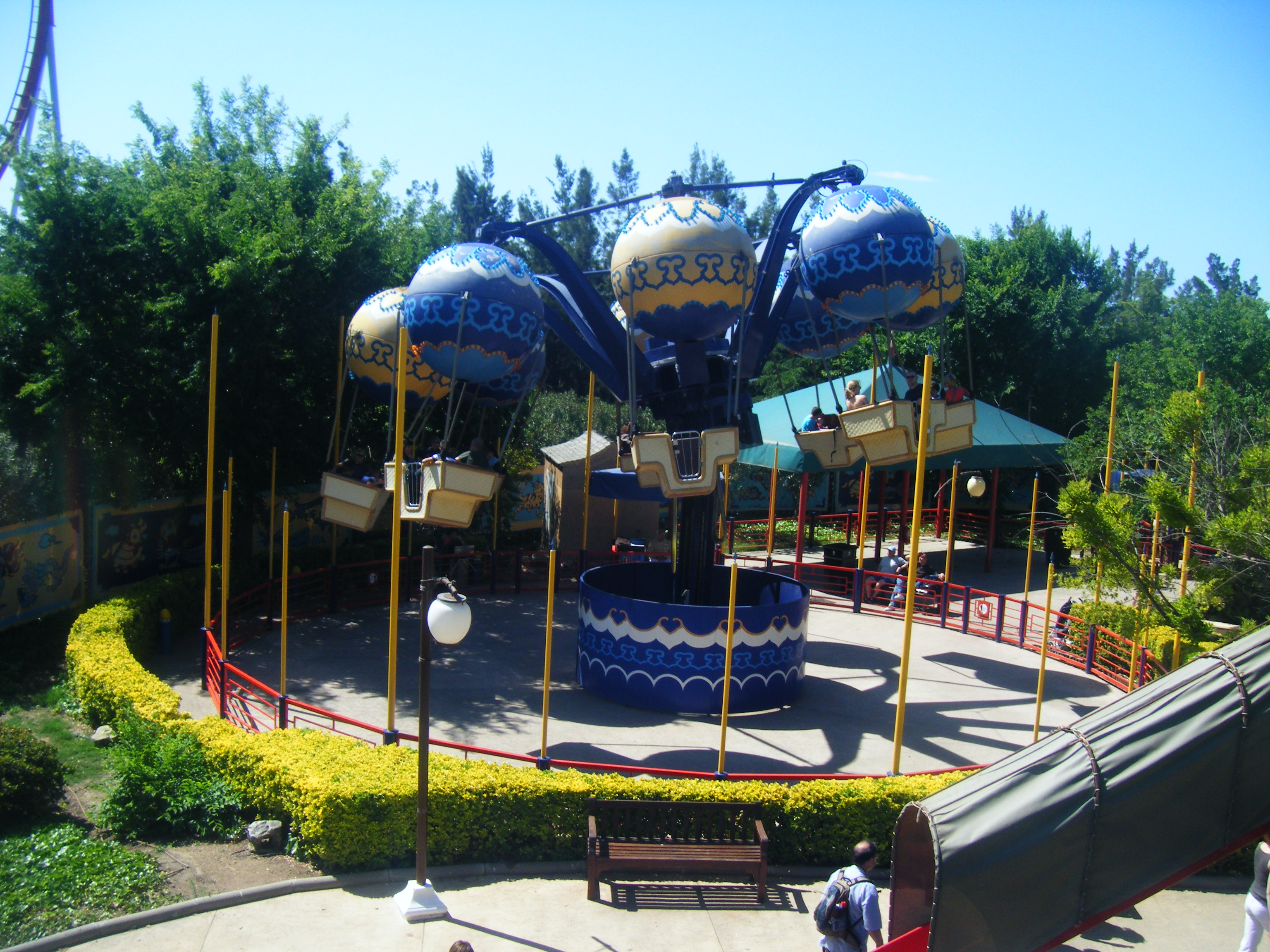
Globos
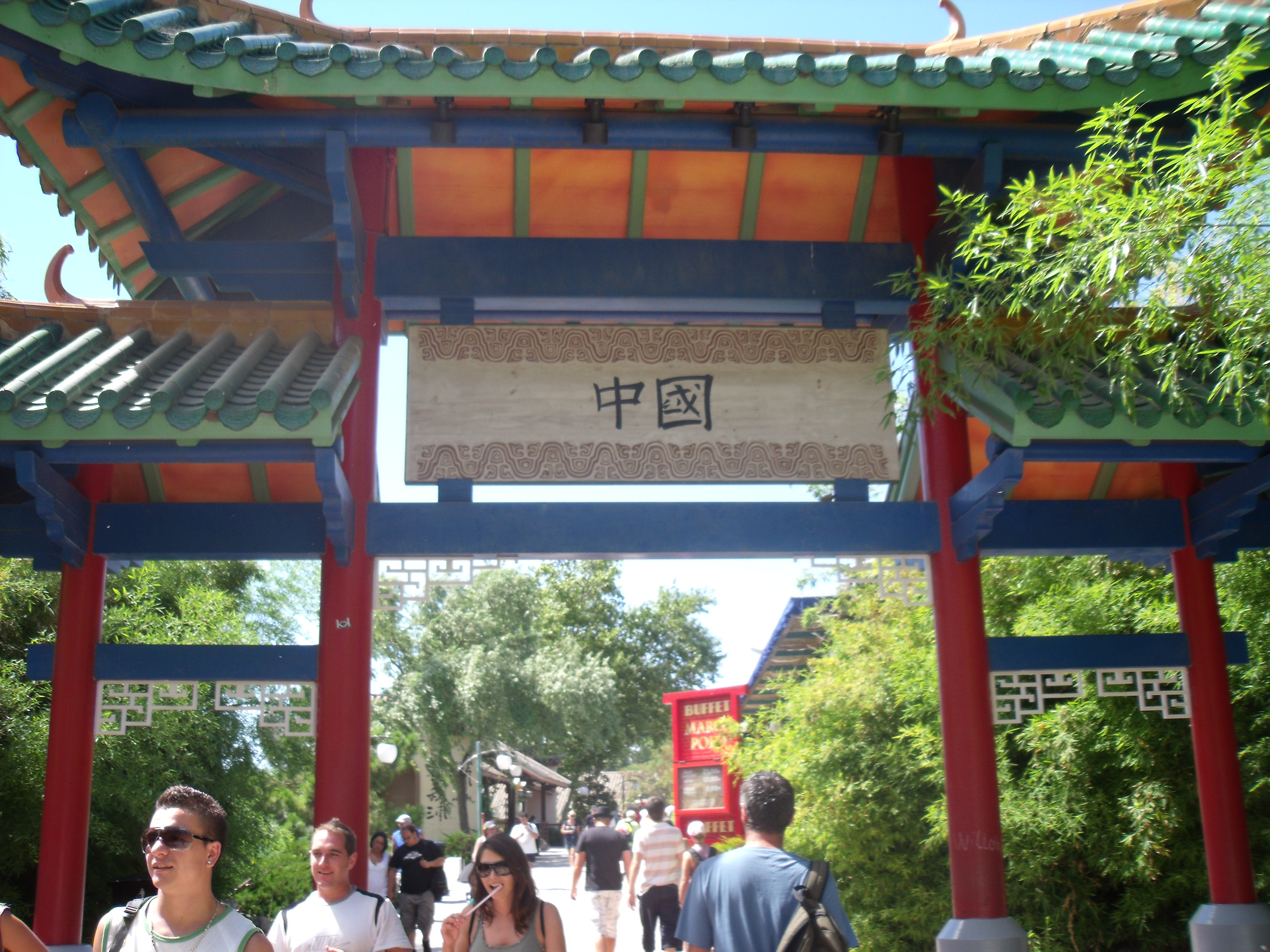
Seuil de China
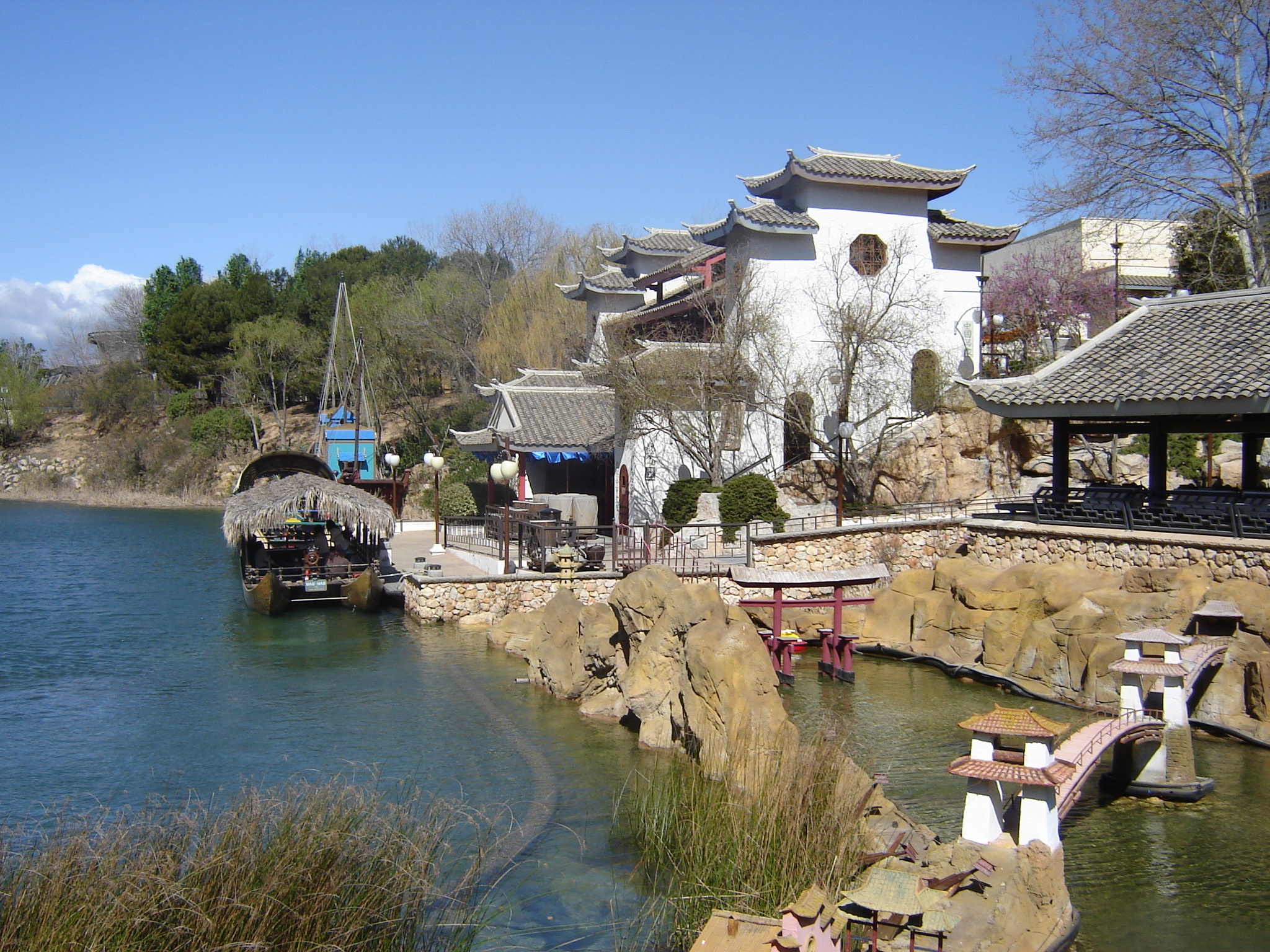
Waitan Port

### México
Entièrement consacrée à la culture mexicaine et à l'Empire maya, la zone s'inspire de la péninsule du Yucatán dans le Sud du Mexique. On peut y voir une reproduction du Chichén Itzá et de la tombe d'un gouverneur de Palenque comme l'auraient découverts les Espagnols à leur arrivée sur le nouveau continent. La zone est également composée de la cantina, animée par des mariachis. Huit attractions sont situées dans cette section : 
- Armadillos, manège, Zamperla, 1995
- El Diablo, train de la mine, Arrow Dynamics, 1995
- El secreto de los Mayas, palais des glaces, Adrian Fisher Mazes, 2013
- Hurakan Condor, tour de chute d'une hauteur de 100 m dont 86 m de chute libre, Intamin, 2005
- Los Potrillos, chevaux galopants, 1995[m]
- Serpiente Emplumada, pieuvre, Schwarzkopf, 1995
- Templo del Fuego, walkthrough, une visite dans un temple ancien avec effets spéciaux et pyrotechniques, Thinkwell Group et Universal Creative, 2001
- Yucatán, Music Express, Mack Rides, 1995
- Ancienne attraction : Trono de Pacal, Rainbow, Huss Rides, 1995-2006

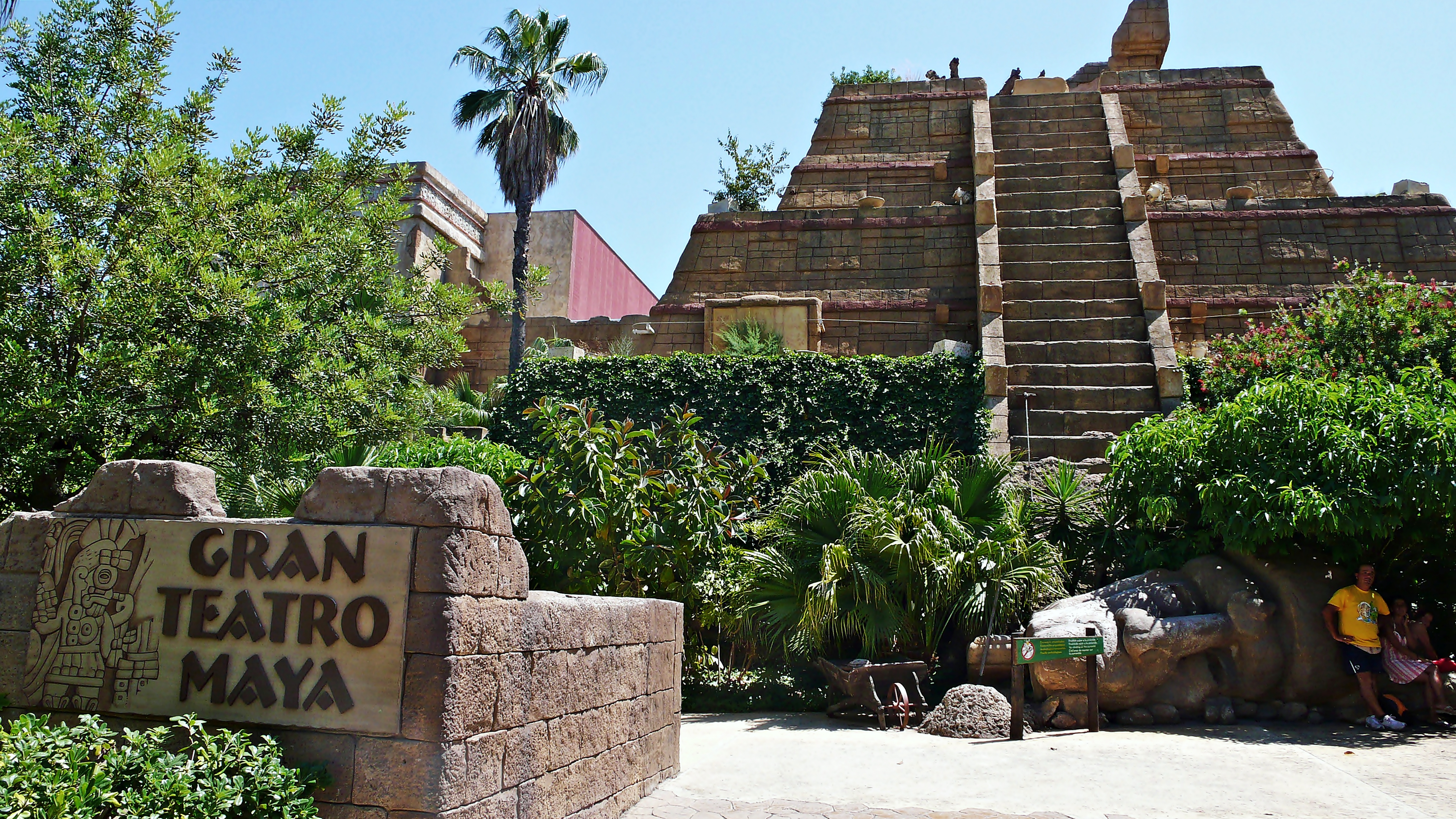
Gran teatro Maya
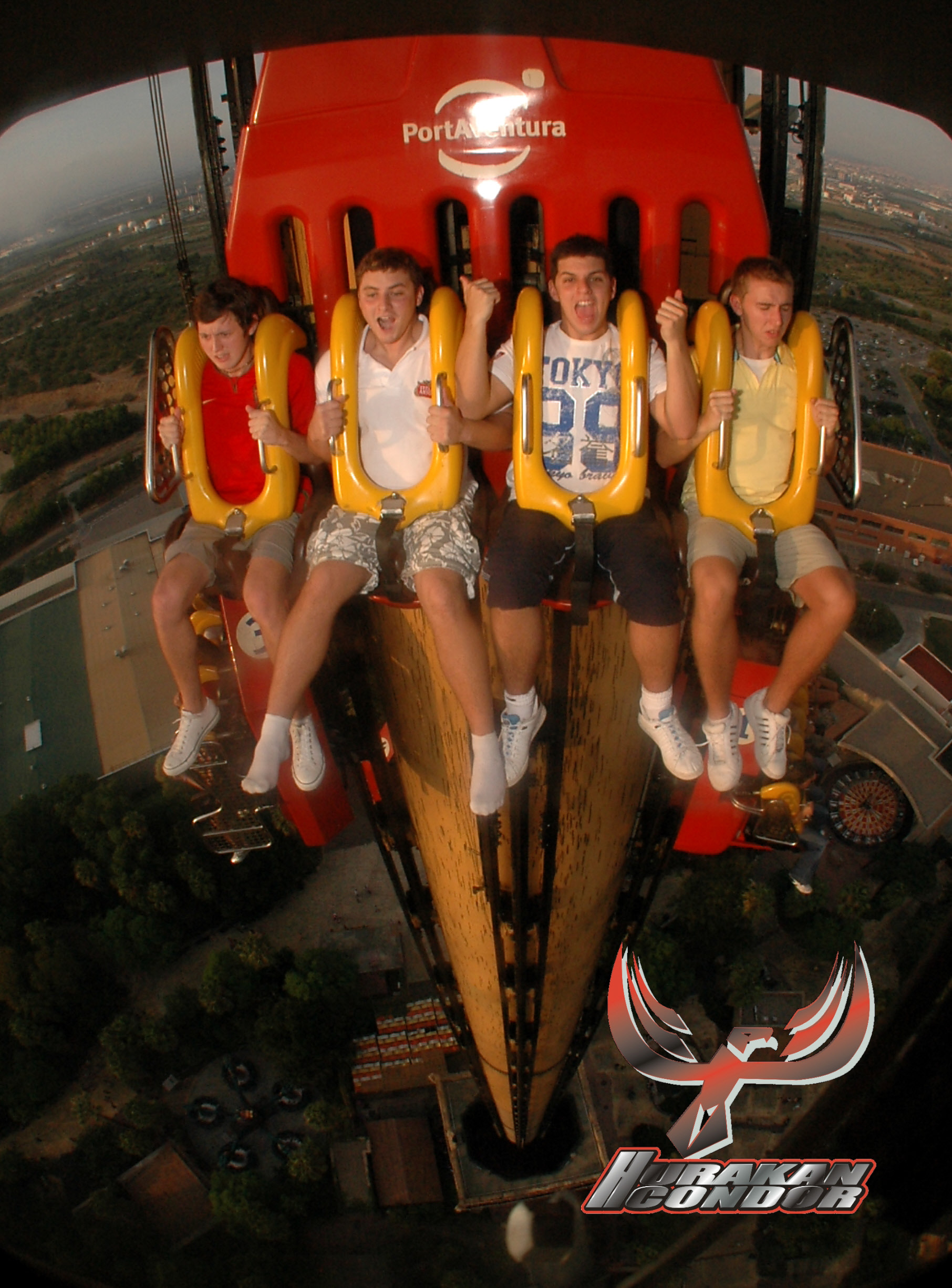
Hurakan Condor
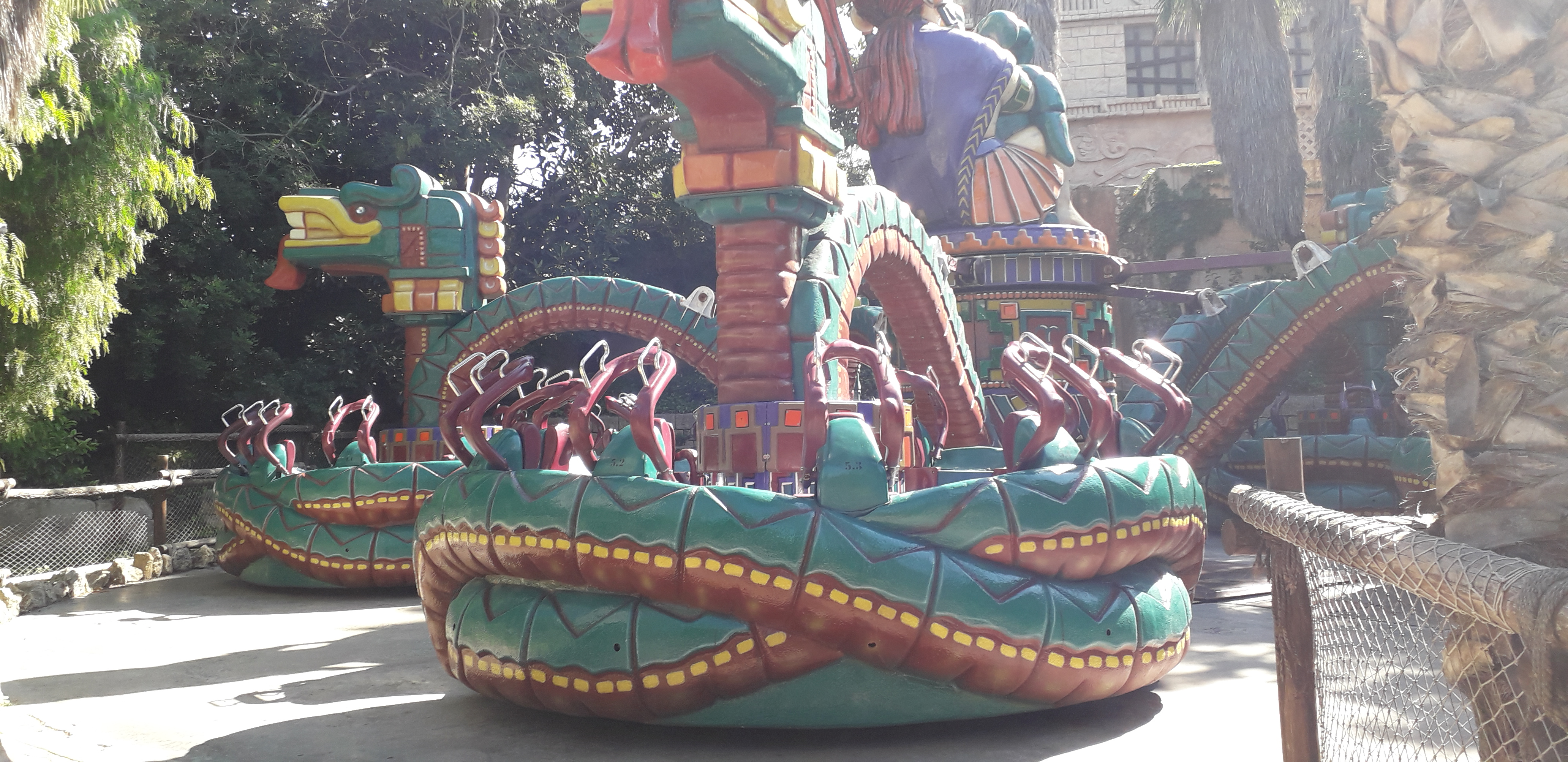
Serpiente Emplumada
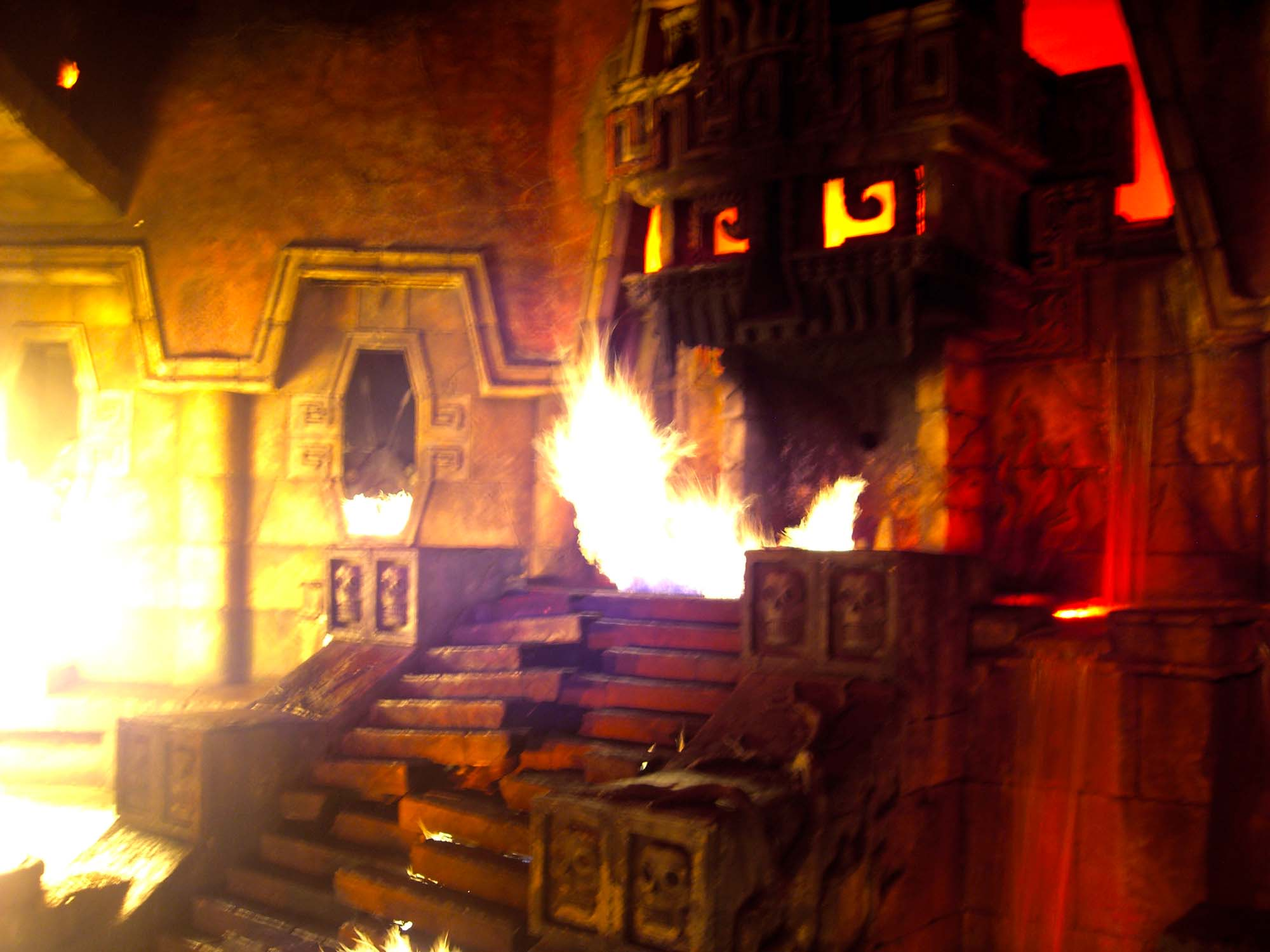
Templo del Fuego

### Far West
Ce quartier s'articule autour de la thématique de l'Ouest américain. Il se divise en deux parties, l'une représentant le Grand Canyon et le domaine minier de la « C.C. Sampling & Ore Company » et l'autre une petite ville inspirée du Texas, nommée Penitence. Le saloon, le french cancan, son shérif, ses cow-boys, ses hors-la-loi et ses chasseurs de primes se situent dans ce village mouvementé. C'est un des lieux principaux où se déroule l'événement Halloween et où l'on trouve de nombreux jeux d'adresse. La zone thématique accueille onze attractions : 
- Buffalo Rodeo, autos-tamponneuses junior, Far Fabbri, 1995
- Carrousel, carrousel, Bertazzon, 1995
- Crazy Barrels, breakdance, Huss Rides, 1995
- Grand Canyon Rapids, rivière rapide en bouées, Intamin, 1995
- Laberinto Blacksmith, labyrinthe, 2007
- Penitence Station, train panoramique, Severn Lamb, 1995
- Silver River Flume, descentes de bûches, Mack Rides, 1995
- Stampida, duel de montagnes russes en bois, Custom Coasters International, 1997
- Tomahawk, montagnes russes junior en bois, Custom Coasters International, 1997
- Uncharted, montagnes russes multidimensionnelles en intérieur, Intamin et Sally Dark Rides, 2023
- Volpaiute, Flipper, Huss Rides, 1995[n]
- Wild Buffalos, autos-tamponneuses, Far Fabbri, 1995

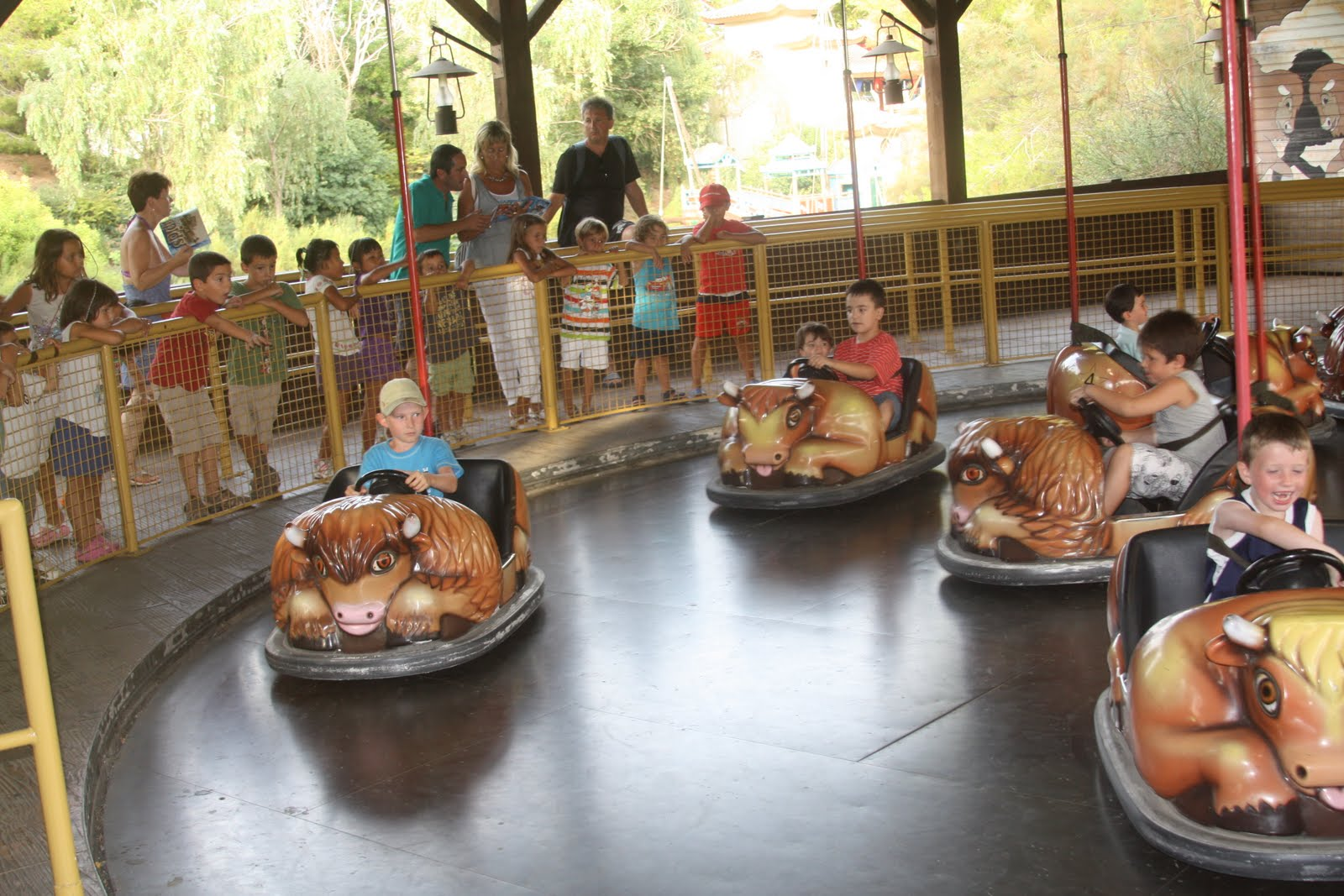
Buffalo Rodeo
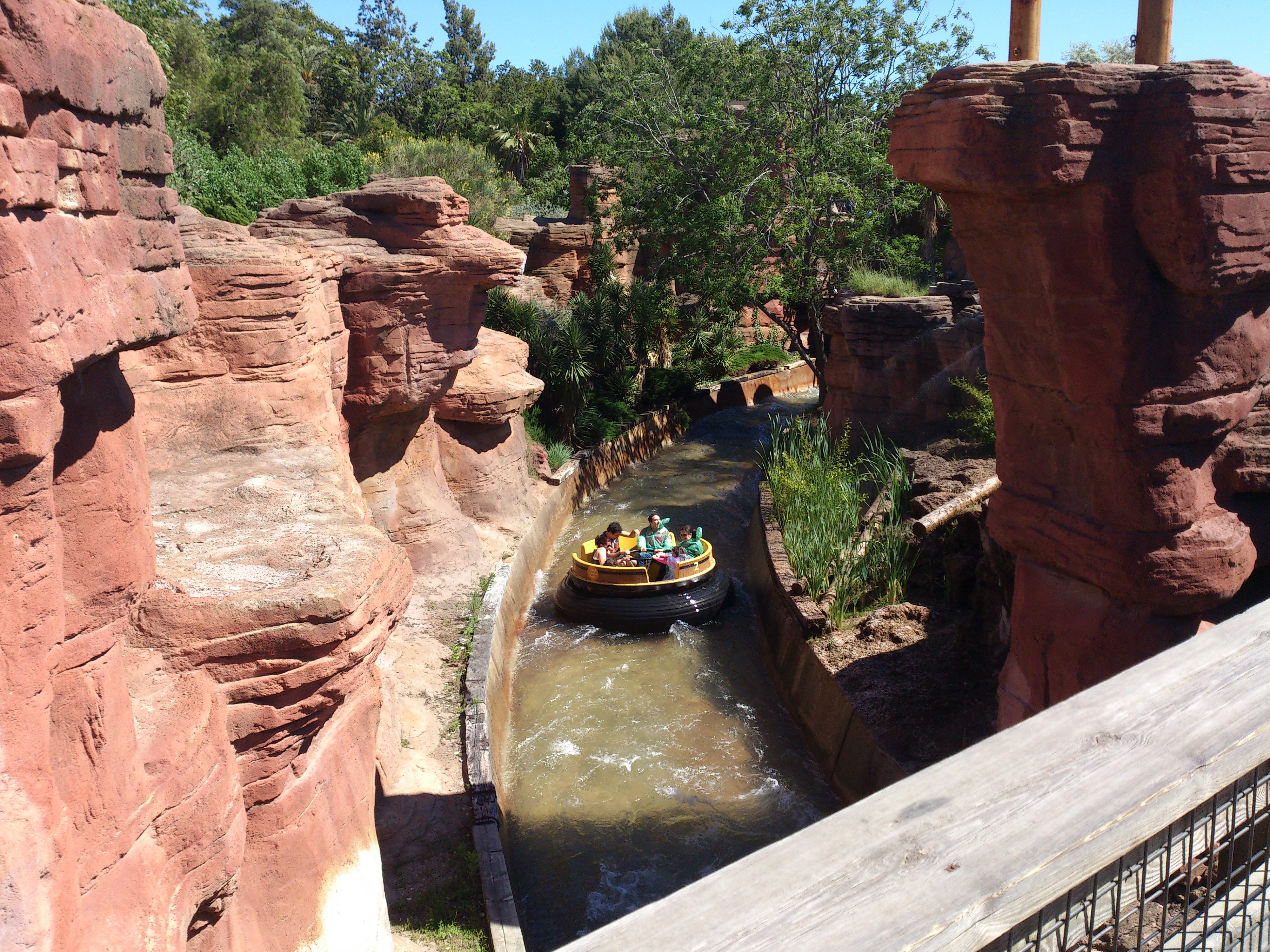
Grand Canyon Rapids
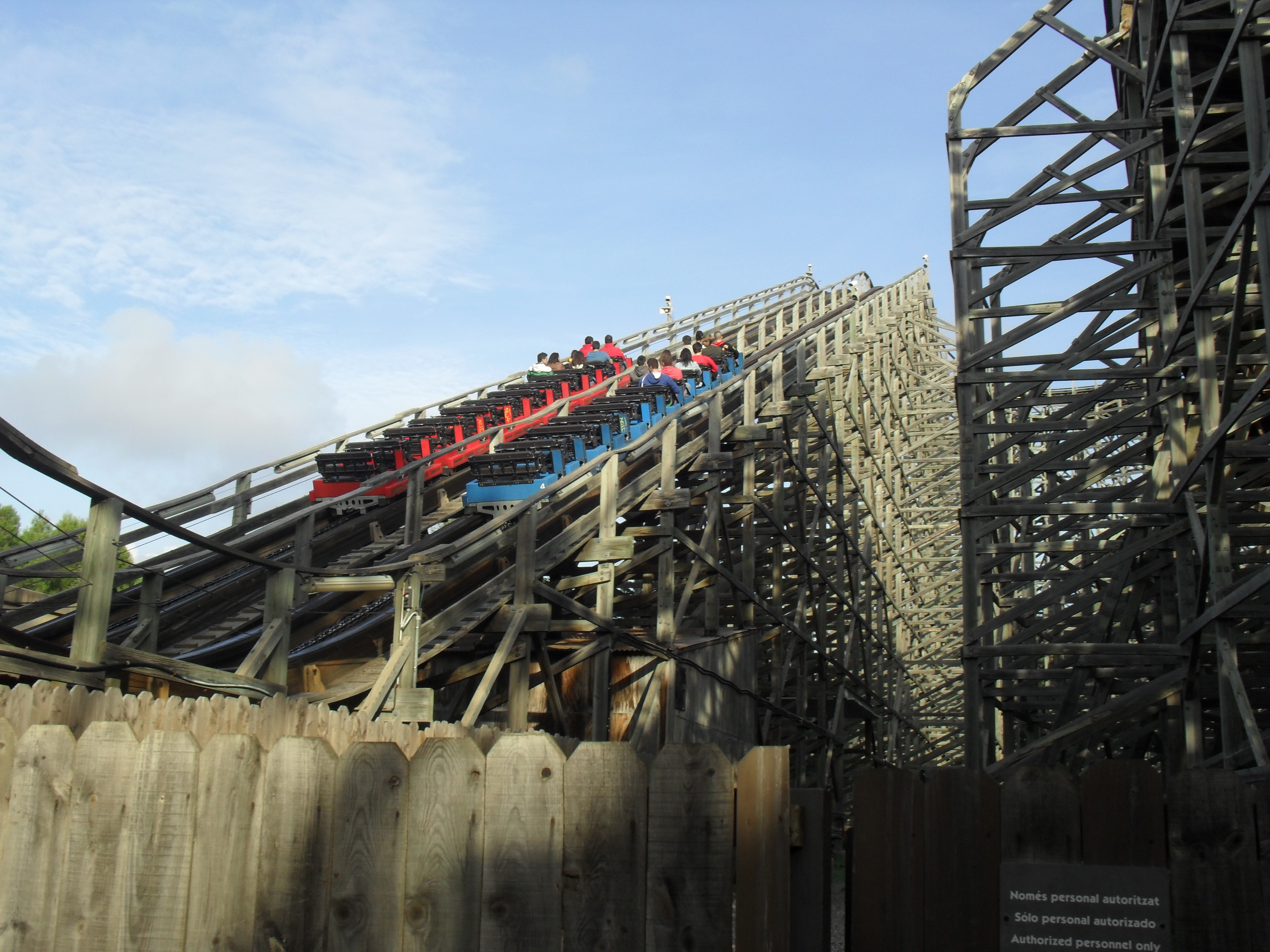
Stampida
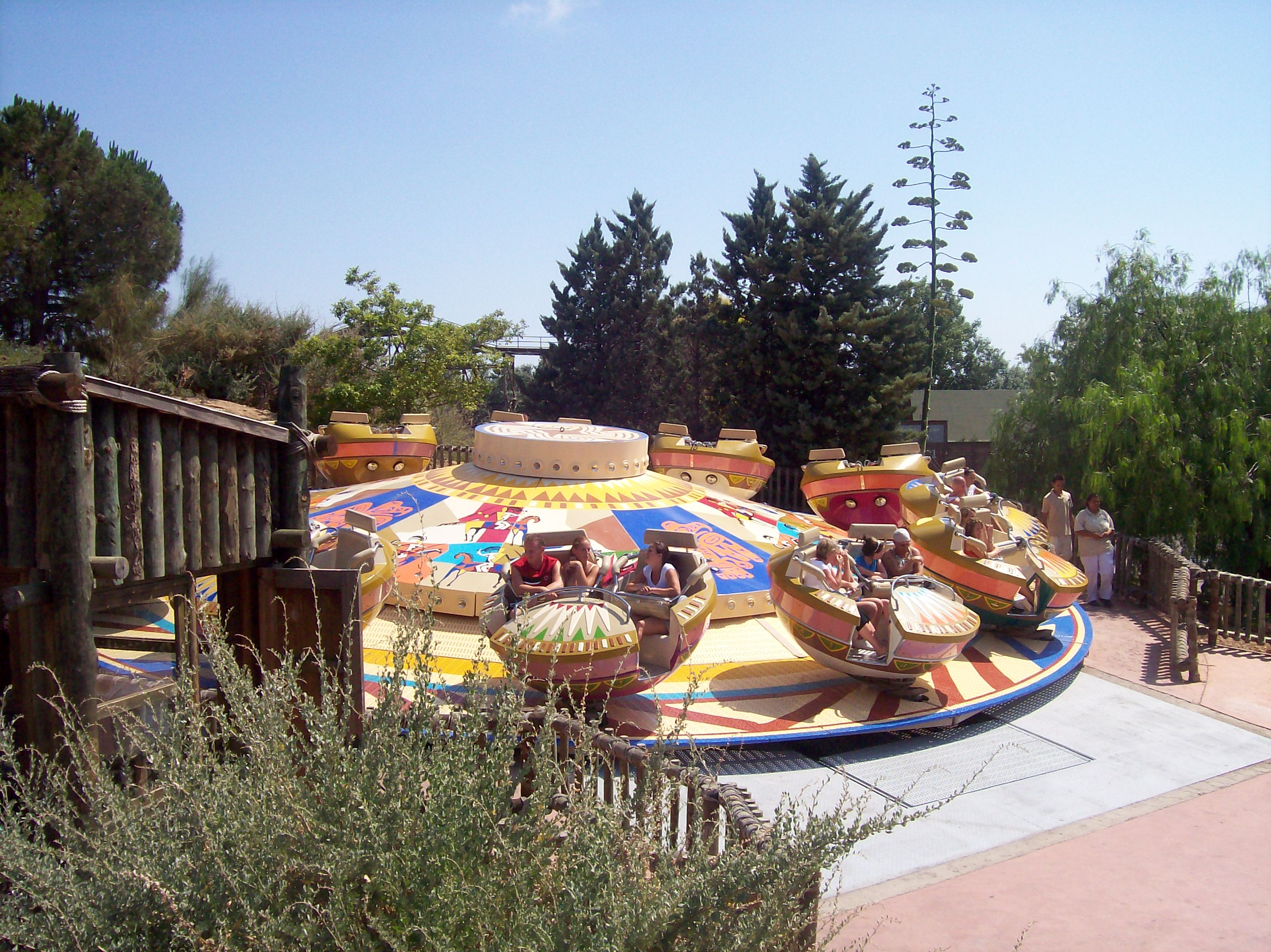
Volpaiute

## Records et distinctions
PortAventura Park est une référence européenne, mais aussi mondiale. Il détient un grand nombre de récompenses et records dont voici les principaux :
- 1995 : Dragon Khan est le circuit de montagnes russes ayant le plus grand nombre d'inversions au monde, huit en l'occurrence. De plus, elle possède le plus haut looping vertical au monde avec 36 mètres[31].
- 2000 : Fiestaventura remporte le prix du meilleur Live Event (spectacle vivant) aux Thea Awards[65].
- 2003 : Templo del Fuego remporte le Outstanding Achievement (prix d'excellence) aux Thea Awards[65].
- 2007 : ouverture de Furius Baco, le parcours de montagnes russes à propulsion le plus rapide d'Europe (135 km/h).
- 2012 : inauguration de Shambhala, le circuit de montagnes russes le plus haut d'Europe avec ses 76 m de hauteur et sa chute principale de 78 m. Ses 134 km/h en font les hyper montagnes russes les plus rapides d'Europe[g].
- 2012 : prix de la « Meilleure attraction Européenne » décerné par l'EAS pour l'attraction Shambhala.
- 2020 : Street Mission remporte le prix dans la catégorie attraction aux Thea Awards[55],[56].

## Caractéristiques des principales attractions
| Nom                 | Constructeur   | Type                             | Vitesse maximale (km/h) | Hauteur maximale (m) | Longueur (m)          | Année |
| ------------------- | -------------- | -------------------------------- | ----------------------- | -------------------- | --------------------- | ----- |
| Shambhala           | B&M            | Hyper montagnes russes           | 134                     | 76 de chute : 78     | 1 650                 | 2012  |
| Dragon Khan         | B&M            | Montagnes russes en métal        | 110                     | 45 de chute : 50     | 1 270 huit inversions | 1995  |
| Furius Baco         | Intamin        | Montagnes russes lancées         | 135                     | 16                   | 850 1 inversion       | 2007  |
| Hurakan Condor      | Intamin        | Tour de chute                    | 115                     | 100 de chute : 86    | -                     | 2005  |
| Stampida            | CCI            | Duel de montagnes russes en bois | 75                      | 26                   | 954                   | 1997  |
| Tomahawk            | CCI            | Montagnes russes en bois         | 48                      | 13,5                 | 440                   | 1997  |
| El Diablo           | Arrow Dynamics | Train de la mine                 | 60                      | 16,5                 | 970                   | 1995  |
| Tutuki Splash       | Intamin        | Shoot the Chute                  | 56                      | 15                   | 438                   | 1995  |
| Silver River Flume  | Mack Rides     | Flume ride                       | 55                      | 16                   | 689                   | 1995  |
| Tami-Tami           | Vekoma         | Montagnes russes junior          | 35                      | 8,5                  | 207                   | 1998  |
| Grand Canyon Rapids | Intamin        | River rapids ride                | 15                      | -                    | 465                   | 1995  |
| Uncharted           | Intamin        | Montagnes russes                 |                         | 12                   | 700                   | 2023  |

## Fréquentation
Fréquentation annuelle 

3 494 998 (2014)
3 499 375 (2015)
3 528 908 (2016)
3 607 937 (2017)
3 589 918 (2018)
3 750 000 (2019)
656 832 (2020)
2 382 416 (2021)
3 750 000 (2022)
3 975 000 (2023)